# James Cook
(James Cook, Lettera a John Walker, 17 agosto 1771)
James Cook (Marton, 27 ottobre 1728 – Kealakekua, 14 febbraio 1779) è stato un esploratore, navigatore e cartografo britannico.
Cook fu il primo a cartografare l'isola di Terranova, prima di imbarcarsi per tre viaggi nell'Oceano Pacifico nel corso dei quali realizzò il primo contatto europeo con le coste dell'Australia e le isole Hawaii, oltre alla prima circumnavigazione ufficiale della Nuova Zelanda, territorio allora inesplorato.
Poco più che adolescente, Cook entrò nella marina mercantile britannica e nel 1755 si arruolò nella Royal Navy. Prese parte alla guerra dei sette anni, che coinvolse le principali potenze europee dell'epoca, e successivamente rilevò e cartografò gran parte della foce del fiume San Lorenzo durante l'assedio di Québec. L'abilità dimostrata in questo compito contribuì a portare Cook all'attenzione dell'Ammiragliato e della Royal Society. Fu un momento cruciale sia nella carriera di Cook sia nella direzione e l'esplorazione britannica d'oltremare, culminato nella sua nomina nel 1766 a comandante della nave HMS Endeavour, a bordo della quale eseguì il primo dei suoi tre viaggi nell'Oceano Pacifico.
In questi viaggi, Cook navigò per migliaia di miglia, in aree del globo allora in gran parte inesplorate. Combinando arte marinaresca, coraggio e capacità di condurre efficacemente gli uomini in condizioni avverse, oltre a un grande talento cartografico, raggiunse zone sconosciute e pericolose che mappò, registrando per la prima volta sulle carte nautiche europee la posizione di svariate isole e coste inesplorate, esaminandone e descrivendone le caratteristiche. Le sue carte mappano le coste di numerosi territori, dalla Nuova Zelanda alle Hawaii, con una precisione di dettaglio e una scala di rappresentazione mai raggiunte prima.
Nel 1779 Cook fu ucciso alle Hawaii in un violento scontro con gli indigeni durante il suo terzo viaggio esplorativo nel Pacifico. Egli lasciò un patrimonio di conoscenze scientifiche e geografiche che avrebbe influenzato i suoi posteri almeno fino al XX secolo. Oggi a Cook sono dedicati numerosi monumenti e varie commemorazioni in tutto il mondo.

## Biografia

### Giovinezza

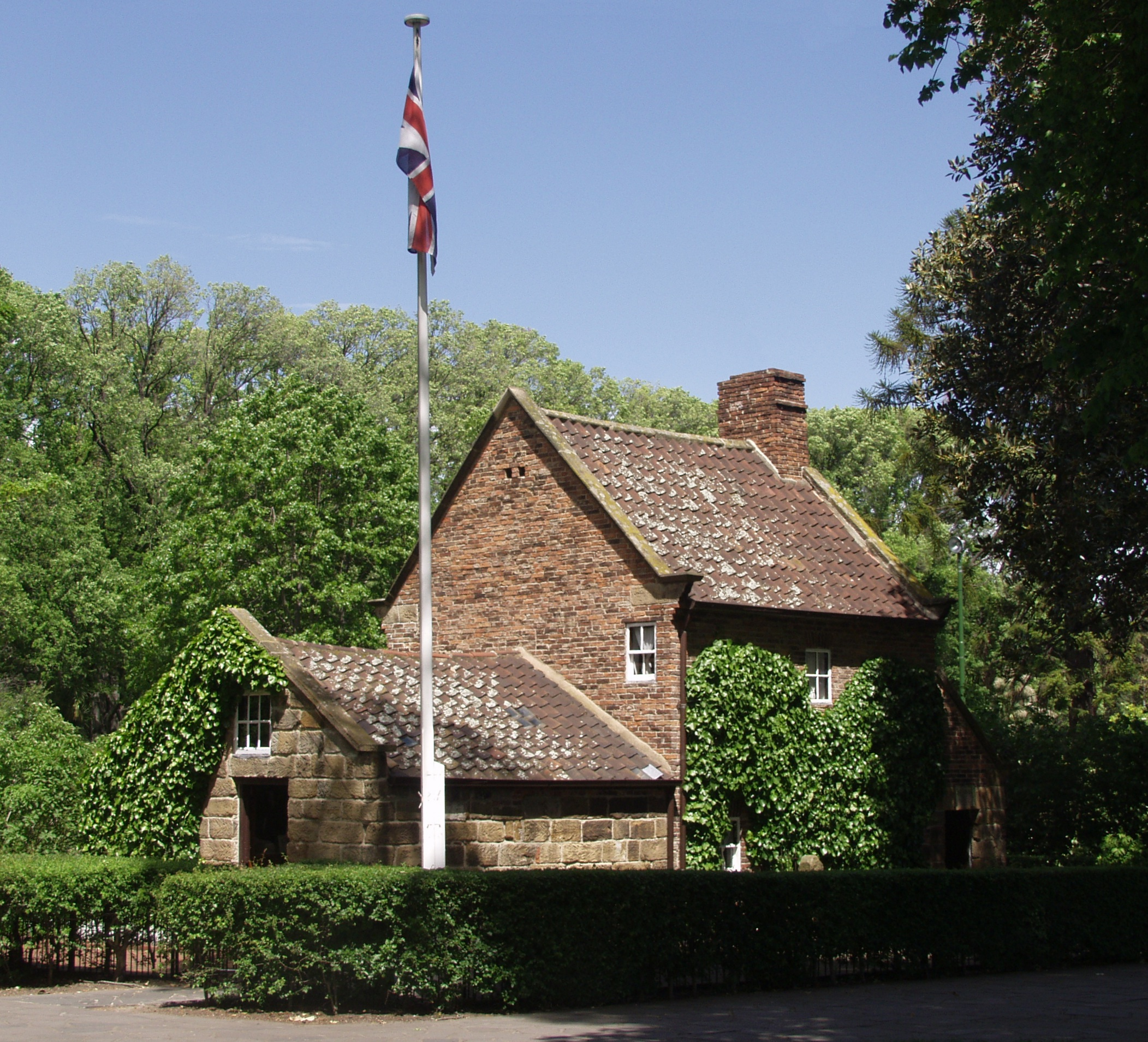
Il Cook's Cottage, la casa paterna

Cook nacque nel villaggio di Marton, nella Contea dello Yorkshire, oggi sobborgo della città di Middlesbrough. Fu battezzato nella locale chiesa di San Cuthbert, dove ancor oggi è possibile leggere il suo nome nel registro parrocchiale. Cook fu il secondo degli otto figli di James Cook, un bracciante agricolo scozzese, e una donna autoctona, Grace Pace da Thornaby-on-Tees. Nel 1736, la sua famiglia si trasferì presso la fattoria di Airey Holme a Great Ayton, dove il datore di lavoro di suo padre, Thomas Skottowe, pagò le rette per la sua scuola, oggi trasformata in un museo. Nel 1741, dopo cinque anni di scuole elementari, iniziò a lavorare per il padre, divenuto nel frattempo sovrintendente della fattoria. Per hobby usava scalare una vicina collina, Roseberry Topping, godendosi l'opportunità di avere dei momenti di solitudine. Il Cook's Cottage, ultima dimora dei suoi genitori, che egli probabilmente ebbe modo di frequentare, si trova ora a Melbourne, dove fu trasportato dall'Inghilterra e riassemblato mattone per mattone nel 1934.
Nel 1745, all'età di sedici anni, Cook si trasferì a 32 km a nord, nel villaggio di pescatori di Staithes, per iniziare l'apprendistato come garzone di bottega presso il droghiere e merciaio William Sanderson. Gli storici hanno molto speculato se fu qui che Cook sentì per la prima volta l'attrazione per il mare, contemplandolo attraverso le vetrine del negozio.

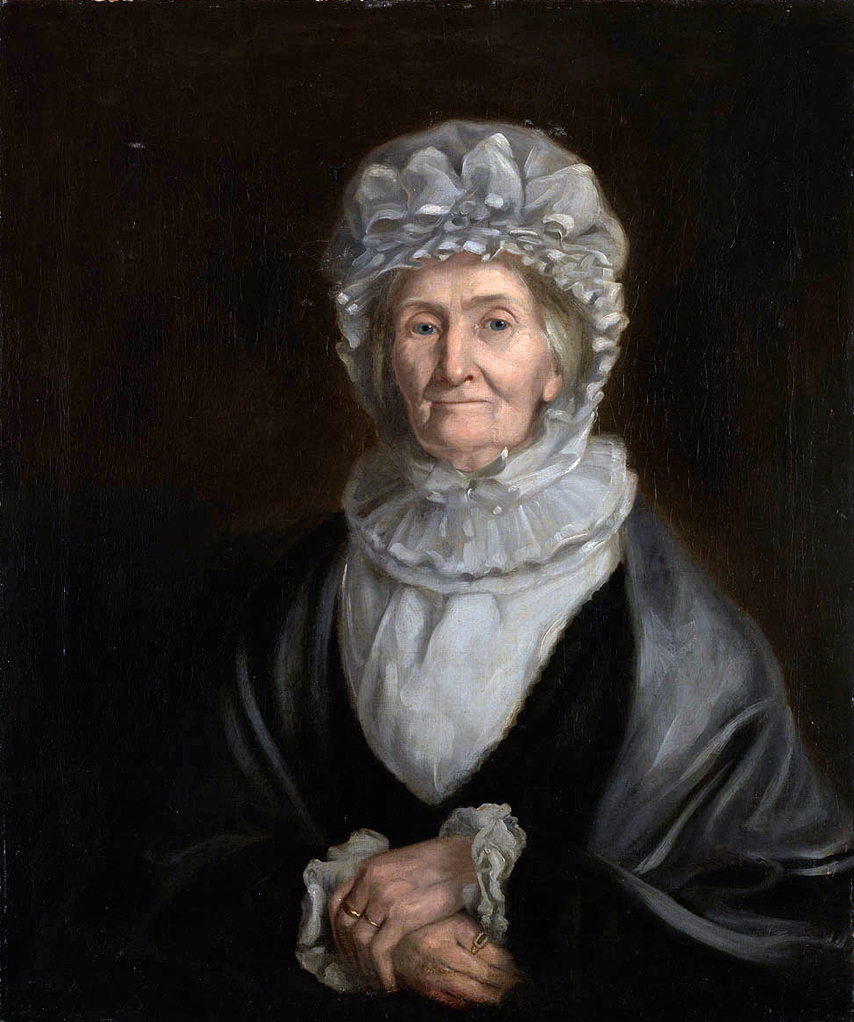
Ritratto di Elizabeth Batts (William Henderson, 1830)

Dopo diciotto mesi, non sentendosi adatto al lavoro di bottegaio, Cook si trasferì ancora una volta, andando nella vicina cittadina portuale di Whitby e lì venne presentato a degli amici di Sanderson, John e Henry Walker. I Walker erano importanti armatori locali, di religione quacchera, con interessi nel commercio del carbone. La loro casa è oggi il Captain Cook Memorial Museum. Cook venne assunto come apprendista della marina mercantile nella loro piccola flotta di navi carboniere impegnate lungo la costa inglese. Il suo primo incarico fu a bordo della carboniera Freelove; su essa e su altre navi trascorse diversi anni veleggiando tra Tyne e Londra.
Come parte del suo apprendistato, Cook si applicò nello studio dell'algebra, della geometria, della trigonometria, della navigazione e dell'astronomia, tutte materie che gli sarebbero tornate utili un giorno al comando della propria nave.
Completato il suo apprendistato triennale, Cook iniziò a lavorare su navi mercantili nel mar Baltico. A partire dal 1752, con la sua promozione a comandante in seconda a bordo della carboniera Friendship, salì rapidamente la scala gerarchica della marina mercantile. Nel 1755, a meno di un mese dall'offerta del comando del Friendship, in un momento in cui la Gran Bretagna si stava riarmando per la guerra dei sette anni, decise di entrare come volontario nella Royal Navy. Nonostante fosse conscio che sarebbe dovuto partire dal gradino più basso della scala gerarchica navale, Cook comprese che la sua carriera sarebbe avanzata molto più rapidamente nel servizio militare e si arruolò a Wapping il 7 giugno.

### Famiglia
Il 21 dicembre 1762, Cook sposò Elizabeth Batts (1742-1835), figlia di Samuel Batts, uno dei suoi mentori e gestore della locanda The Bell Inn di Wapping, nella Chiesa di St. Margaret a Barking, nell'allora contea dell'Essex. La coppia ebbe sei figli: James (1763-1794), Nathaniel (1764-1781), Elizabeth (1767-1771), Joseph (1768-1768), George (1772-1772) e Hugh (1776-1793). Quando non era in mare, Cook viveva nel quartiere dell'East End di Londra. Assisteva alle funzioni nella chiesa di St. Paul a Shadwell, dove fu battezzato suo figlio James. Per commemorare la sua vita nell'East End londinese, lo Stepney Historical Trust ha recentemente affisso una targa al 326 della "The Highway", la via principale di Shadwell, corrispondente all'88 di Mile End Road dove sorgeva l'abitazione dei Cook. Cook non ha discendenti diretti noti: tutti i suoi figli morirono precocemente o senza discendenti.

## Inizio della carriera nella Royal Navy

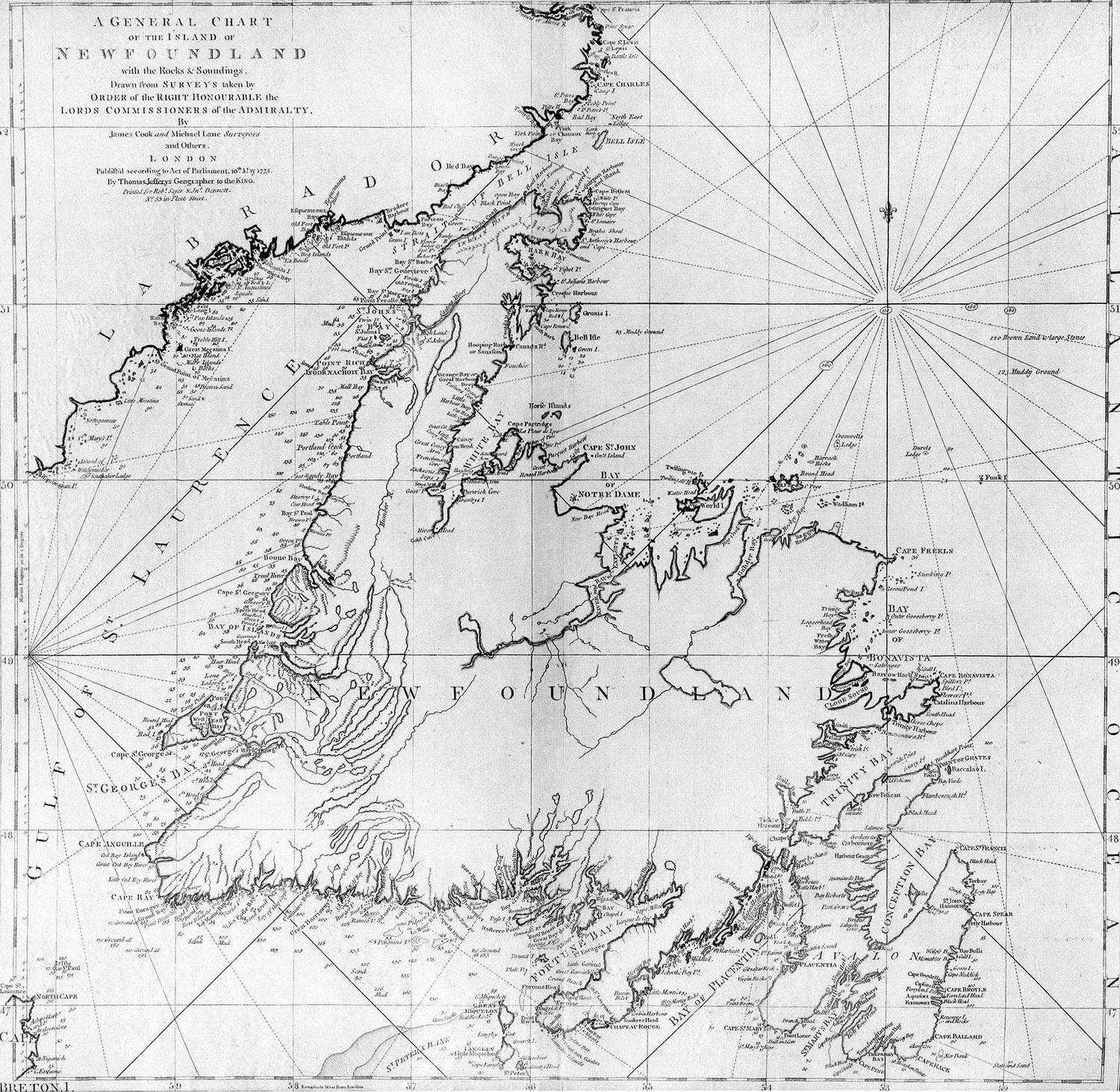
Mappa di Terranova disegnata da James Cook, pubblicata da Thomas Jefferys nel 1775

Il primo imbarco di Cook fu sulla nave HMS Eagle, con il grado di master mate. In ottobre e novembre del 1755 prese parte alla cattura di una nave da guerra francese e all'affondamento di un'altra; azioni per le quali venne promosso al grado di master (o sailing master) oltre a mantenere i suoi altri incarichi. Il suo primo comando lo ebbe nel marzo del 1756, allorché divenne per breve tempo comandante del Cruizer, un piccolo cutter al seguito della Eagle quando questa era di pattuglia.
Nel giugno 1757 Cook superò gli esami da sottotenente presso la Trinity House a Deptford, ottenendo il diritto di navigare e comandare una nave della flotta reale. Si imbarcò quindi sulla fregata HMS Solebay come sottotenente di vascello, agli ordini del comandante Robert Craig. Durante questo periodo, egli servì nel corso di svariate azioni minori nei mari prossimi alle Isole Britanniche.

### La conquista del Canada (1758-63)
Durante la guerra dei sette anni, era al servizio in Nord America sulla HMS Pembroke, un vascello da 60 cannoni della Royal Navy, sempre in qualità di master. Nel 1758 prese parte all'assalto anfibio che consentì la presa a danno dei francesi della fortezza di Louisbourg. Cook partecipò quindi nel 1759 all'assedio della città di Québec, dimostrando subito il suo grande talento nella topografia e nella cartografia, tracciando le mappe di imbocco del fiume San Lorenzo; opera che facilitò al generale Wolfe il compito di effettuare successivamente il famoso attacco a sorpresa sulle pianure di Abraham del 12-13 settembre 1759. L'attacco, terminato con la netta vittoria delle truppe britanniche e con la morte di entrambi i comandanti in capo, sarebbe poi risultato decisivo nel conflitto che opponeva la Francia e la Gran Bretagna per il destino della Nuova Francia, determinando in seguito la creazione del Canada.
L'abilità nella topografia di Cook venne quindi sfruttata durante gli anni 1760 per tracciare le mappe della frastagliata costa dell'isola di Terranova, a bordo della HMS Grenville. Cook tracciò il tratto di costa a nord-ovest tra il 1763 e il 1764, la costa sud tra la penisola Burin e Capo Ray tra il 1765 e il 1766 e la costa occidentale nel 1767.
In questo periodo Cook impiegava piloti locali per indicare gli "scogli e i pericoli nascosti" lungo le coste sud e ovest. Durante la stagione 1765, quattro piloti erano impegnati con una paga giornaliera di 4 scellini ciascuno: John Beck per la costa ovest di "Great St. Lawrence", Morgan Snook per Fortune Bay, John Dawson per Connaigre e Hermitage Bay, e John Peck per "Bay of Despair".
Durante il soggiorno a Terranova, Cook condusse anche osservazioni astronomiche, in particolare dell'eclisse del Sole il 5 agosto 1766. Ottenendo una stima accurata del tempo di inizio e quello della conclusione dell'eclisse e confrontandoli con i tempi in una posizione nota in Inghilterra era possibile calcolare la longitudine del sito di osservazione in Terranova. Questo risultato fu comunicato alla Royal Society nel 1767.
I cinque anni di Cook in Terranova consentirono di avere la prima accurata mappa in larga scala dell'isola, arricchita con indagini idrografiche delle coste; furono le prime carte scientifiche a utilizzare una precisa triangolazione per stabilire i contorni a terra. Durante tale arco di tempo Cook sviluppò ulteriormente la sua abilità nella pratica topografica, maturata lavorando in condizioni molto spesso difficili, attirando presto su di lui l'attenzione dell'Ammiragliato e della Royal Society, in un momento cruciale non solo per la sua personale carriera ma anche in vista delle future esplorazioni britanniche d'oltremare. La mappa di Cook sarebbe stata ancora utilizzata come riferimento da tutti quelli che avrebbero navigato nelle acque di Terranova per i 200 anni successivi.
Fu a seguito del lavoro fatto a Terranova che Cook ebbe a scrivere come fosse sua intenzione di andare non soltanto « [...] al di là di dove chiunque è andato prima, ma fin dove è possibile per un uomo andare».

## Le spedizioni nell'Oceano Pacifico

### Il primo viaggio (1768-1771)

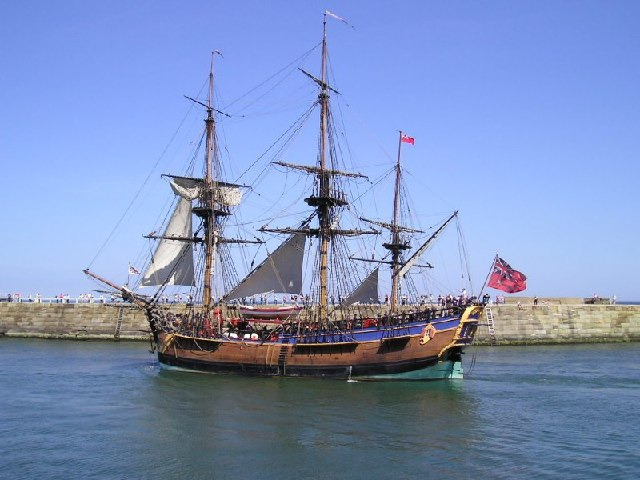
Ricostruzione della Endeavour a Whitby

Il 25 maggio 1768, l'Ammiragliato incaricò Cook di effettuare un viaggio nell'Oceano Pacifico per osservare il transito di Venere del 1769 davanti al Sole (3-4 giugno dello stesso anno). A 39 anni, egli fu quindi promosso tenente per garantirgli uno status sufficiente per essere nominato comandante della spedizione. Da parte sua, la Royal Society convenne che Cook avrebbe ricevuto un centesimo di ghinea come gratifica in aggiunta alla sua paga navale.
Salpò il 26 agosto 1768 sulla nave HMS Endeavour (un brigantino a palo, il cui nome sarebbe stato motivo di ispirazione per lo Space Shuttle Endeavour), doppiò capo Horn e il 13 aprile 1769 giunse a Tahiti. Lì costruì un piccolo forte-osservatorio – Fort Venus – per osservare il transito, ma a causa della scarsa precisione della strumentazione scientifica del tempo, i risultati delle misurazioni non furono conclusivi come sperato.
Una volta che le osservazioni furono completate, Cook aprì gli ordini segreti sigillati dell'Ammiragliato, che gli comandavano l'esplorazione del Pacifico del Sud e la ricerca del mitico continente Terra Australis, sull'esistenza del quale lo stesso Cook nutriva dei dubbi, ma che la Royal Society (e in particolare Alexander Dalrymple) sosteneva esistesse.
Con l'aiuto di un indigeno tahitiano chiamato Tupaia, che aveva ampie conoscenze della geografia marina del Sud Pacifico, la spedizione raggiunse la Nuova Zelanda. Cook fu così il secondo europeo (dopo Abel Tasman nel 1642) ad approdare in Nuova Zelanda. La circumnavigò completamente, scoprendo così lo stretto di Cook che separa l'Isola del Nord dall'Isola del Sud e che Tasman non aveva avvistato, sebbene avesse intuito l'esistenza di un passaggio. Tracciò con precisione le coste neozelandesi facendo solo errori minimi, chiamando "isola di Banks" quella che in realtà era una penisola e non riuscendo a stabilire se l'isola Stewart o Rakiura fosse un'isola separata dalla terraferma.
Veleggiò poi verso ovest, raggiungendo la costa sud-orientale dell'Australia il 19 aprile 1770. La sua spedizione divenne la prima europea a esplorare la linea di costa del nuovo continente. 
Il 23 aprile fece la sua prima osservazione registrata degli aborigeni australiani a Brush Island vicino a Bawley Point - oggi nel Nuovo Galles del Sud - annotando nel suo diario:
(James Cook)
Il 29 aprile, Cook e il suo equipaggio attraccarono sulla terraferma sulla penisola di Kurnell. Cook dapprima battezzò l'area come Stingray Bay per le numerose razze (in inglese dette sting ray) che vi trovarono e pescarono in abbondanza, ma in seguito cambiò il nome in Botany Bay, dopo il recupero di esemplari vegetali unici da parte dei botanici Joseph Banks e Daniel Carlsson Solander. Sempre a Botany Bay egli ebbe i primi contatti diretti con la tribù aborigena nota come Gewagal.
Quando, in seguito, il capitano Arthur Phillip arrivò con la "Prima Flotta" nel 1788, ritenne la baia poco idonea per fondare una colonia e attraccò più a nord, dove attualmente si trova la città di Sydney.
Lasciato l'approdo di Botany Bay, veleggiarono verso nord. L'11 giugno si verificò un incidente quando la Endeavour si arenò su un banco appartenente alla grande barriera corallina e «furono costretti a riparare presso la foce di un fiume il 18 giugno 1770». La Endeavour – seriamente danneggiata – venne tirata in secca per riparazioni alla foce dell'Endeavour river, nei pressi dell'attuale Cooktown; di conseguenza il viaggio subì un ritardo di due mesi. Riparata la nave, ripresero il mare e attraversarono lo stretto di Torres tra Australia e Nuova Guinea: era il secondo europeo in assoluto a transitarvi dopo il passaggio di Luis Váez de Torres nel 1604. Il 22 agosto Cook sbarcò presso Possession Island dove rivendicò solennemente alla Corona britannica l'intera linea di costa che aveva esplorato. Ritornò quindi verso l'Inghilterra facendo scalo a Batavia, l'odierna Giacarta, in Indonesia, dove molti uomini soccombettero alla malaria, raggiunse il Capo di Buona Speranza e arrivò a Sant'Elena il 12 luglio 1771.
Un altro aspetto notevole di questo viaggio fu che fino a questo punto nessun uomo dell'equipaggio era caduto vittima dello scorbuto, fatto eccezionale per quei tempi. Cook costringeva gli uomini a nutrirsi di agrumi e crauti affidandosi, tra i primi, alle scoperte di James Lind sulla malattia. Fu la tappa di Giakarta, nota per le sue epidemie di malaria, a essere comunque fatale per molti dell'equipaggio, compreso il tahitiano Tupaia, il segretario finlandese e collega scienziato di Banks, Herman Spöring, l'astronomo Charles Green e l'illustratore Sydney Parkinson. Il 26 maggio 1771 si spense anche il tenente Hicks, il secondo di Cook.
Il 10 luglio 1771 Nicholas Young, il ragazzo che per primo aveva visto la Nuova Zelanda, fu nuovamente il primo ad avvistare l'Inghilterra (in particolare la penisola di Lizard).
I diari di Cook, che raccontavano come l'equipaggio della Endeavour avesse circumnavigato il globo, catalogato migliaia di specie di piante, insetti e animali, incontrato nuove etnie e perlustrato enormi continenti, furono pubblicati nel 1773 ed egli divenne presto una sorta di eroe nella comunità scientifica.

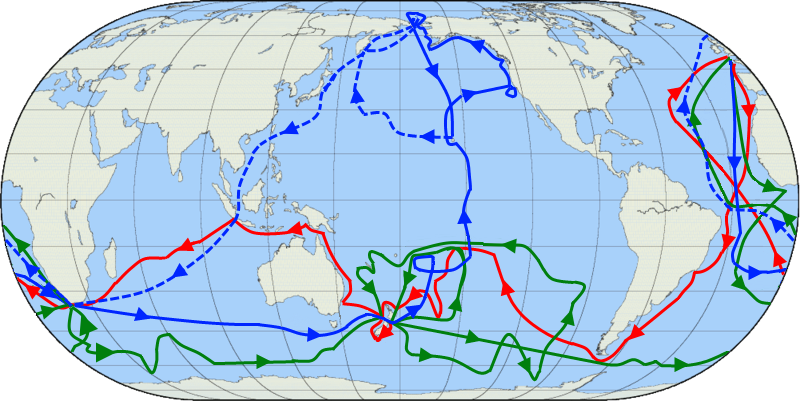
Le rotte dei viaggi di James Cook. Il primo viaggio è mostrato in rosso, il secondo in verde, il terzo in blu

### Il secondo viaggio (1772-1775)

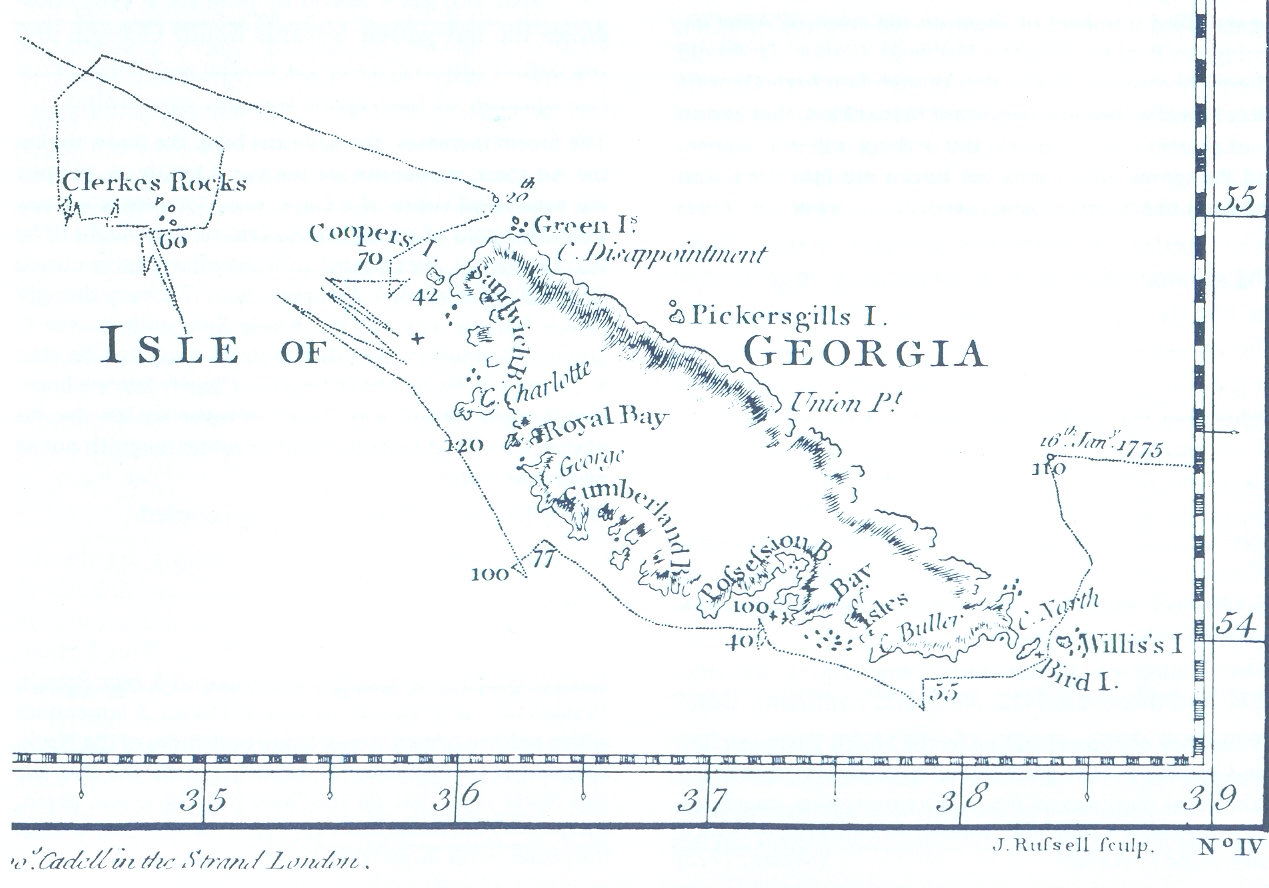
Mappa di James Cook delle Georgia del Sud, 1777

Poco dopo il suo rientro dal primo viaggio, Cook fu promosso nell'agosto del 1771 al grado di Comandante della Royal Navy e nuovamente incaricato dalla Royal Society per un ulteriore viaggio, questa volta alla ricerca della leggendaria Terra Australis. Nel suo primo viaggio Cook aveva dimostrato con la circumnavigazione della Nuova Zelanda che questa non era collegata a nessuna massa di terra più grande a sud. Nonostante egli avesse mappato quasi tutta la costa orientale dell'Australia, dimostrandone le dimensioni continentali, si continuava tuttavia a credere che la Terra Australis si dovesse trovare ancora più a sud. A dispetto di ogni evidenza del contrario, Alexander Dalrymple e altri membri della Society si rifiutavano di credere che non esistesse un continente meridionale.
Cook assunse il comando della HMS Resolution mentre Tobias Furneaux fu messo al comando della HMS Adventure. Al capitano fu anche chiesto di testare in questo viaggio il cronometro marino Larcum Kendall K1. La Commissione per la Longitudine aveva chiesto a Kendall di copiare e sviluppare il quarto modello di orologio di John Harrison (l'H4) utile per la navigazione in mare.
Il 1º agosto, Cook fece il suo primo scalo per approvvigionamenti presso il porto di Funchal nelle Isole Madeira. Dopo un'ulteriore sosta di approvvigionamento alle isole di Capo Verde due settimane più tardi, salpò verso sud per il Capo di Buona Speranza. La Resolution gettò le ancore a Table Bay il 30 ottobre con tutto l'equipaggio in buona salute, grazie alla imposizione di Cook di un regime dietetico rigoroso e della massima igiene. Fu qui che lo svedese Anders Sparrman si unì alla spedizione come botanico.
Le navi lasciarono il Capo il 22 novembre 1772 e si diressero verso la zona dell'Atlantico Sud dove il navigatore francese Bouvet aveva affermato di avere avvistato una terra, da lui chiamata Capo Circumcision. All'inizio di dicembre i due comandanti navigavano in una fitta nebbia e avvistavano "isole di ghiaccio". Cook però non trovò l'isola che Bouvet sosteneva trovarsi a una latitudine di 54°. Quindi la spedizione si spinse ancora più a sud e circumnavigò il globo a una latitudine molto meridionale. Cook divenne così il primo europeo a superare il Circolo polare antartico il 17 gennaio 1773 raggiungendo i 71°10' Sud. Nelle nebbie dell'Antartico le due navi a un certo punto si ritrovarono separate. Furneaux si diresse dapprima verso il punto di incontro prestabilito di Queen Charlotte Sound, Nuova Zelanda, tracciato da Cook nel 1770. Qui perse una decina dei suoi uomini in uno scontro violento con i Maori. L'Adventure arrivò a Queen Charlotte Sound il 7 maggio 1773, mentre la Resolution raggiunse l'appuntamento il 17. Da giugno a ottobre le due navi esplorarono il Pacifico meridionale. Cook aveva quasi raggiunto le rive del continente antartico quando fu costretto a ritornare a Tahiti per rifornire la nave, raggiungendola il 15 agosto. Qui Omai dell'isola di Ra'iātea si imbarcò sulla Adventure (Omai divenne in seguito il secondo isolano del Pacifico, dopo Ahutoru, a visitare l'Europa prima di tornare a Tahiti con Cook nel 1776).
Dopo essere approdate a Tonga nelle Isole dell'Amicizia le navi ritornarono in Nuova Zelanda per svernare, ma furono nuovamente separate, questa volta da una tempesta, il 22 ottobre. In questa occasione l'appuntamento a Queen Charlotte Sound fu mancato. Furneaux fece quindi vela verso la madrepatria. Cook invece continuò a esplorare la regione antartica, raggiungendo nuovamente i 71°10' S il 31 gennaio 1774.

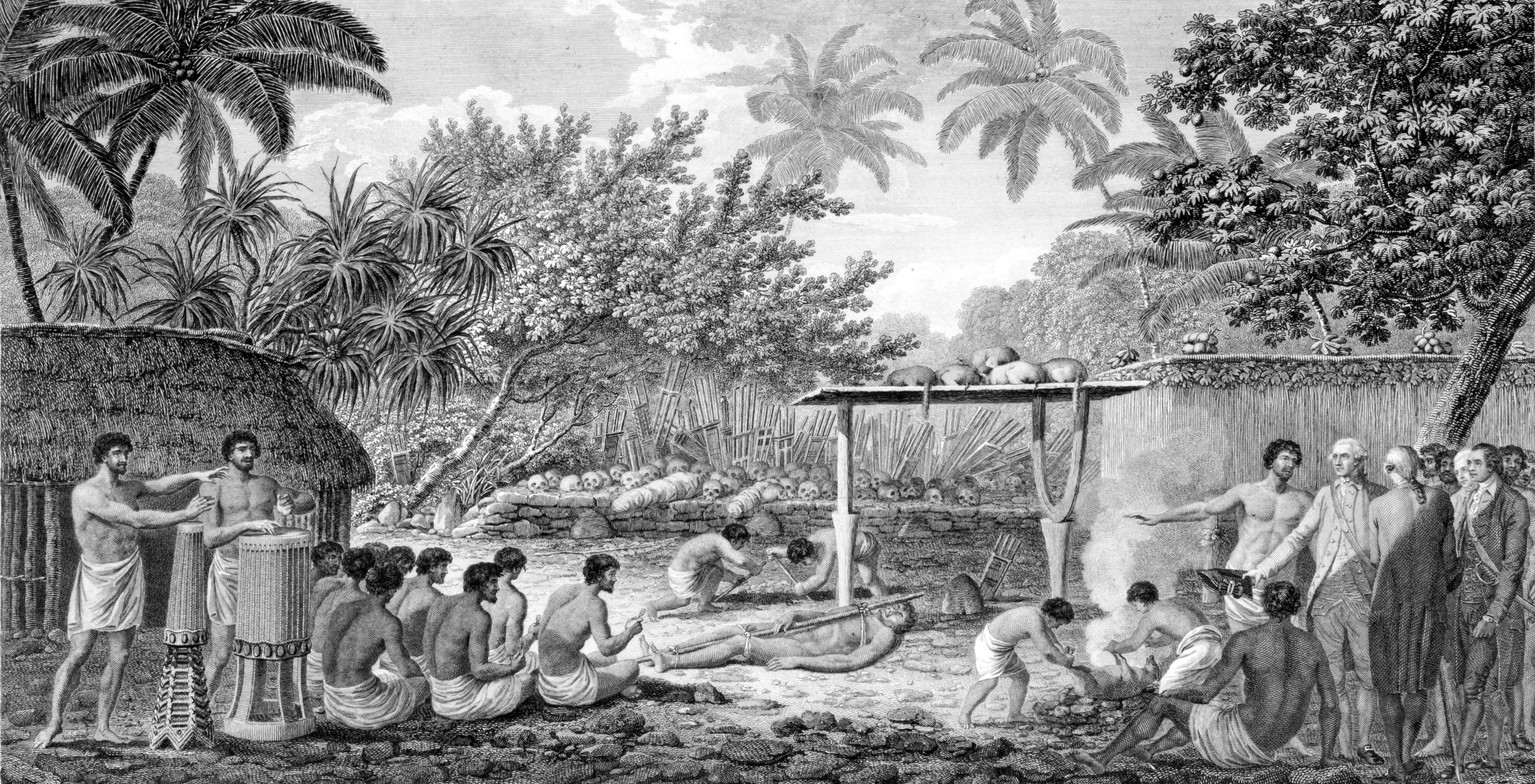
James Cook testimone di un sacrificio umano a Tahiti, 1773

Proseguendo la navigazione scoprì la Nuova Caledonia (4 settembre) e le isole Sandwich Australi.
Cook salpò definitivamente per la madrepatria nel novembre 1774. Sulla via del ritorno, attraversando il Pacifico meridionale, attraccò nuovamente a Tonga e quindi sull'Isola di Pasqua giungendo, cinque settimane dopo, nella Terra del Fuoco dove rimase per due settimane. Si diresse poi nell'Atlantico del sud. Inaspettatamente avvistò una terra ricoperta di neve e ghiaccio sulla quale sbarcò il 17 gennaio 1775 in una baia riparata che chiamò Possession Bay. Ne tracciò parte della costa, ma non rimase particolarmente affascinato dalla scoperta e ne descrisse anzi la desolazione:
(James Cook)
Arrivato all'estremo meridionale di quella terra si rese conto che non era il tanto ricercato continente antartico, chiamò quindi il capo meridionale Cape Disappointment e diede all'isola il nome di Georgia del Sud.
Il 21 marzo la Resolution ancorò a Table Bay dove trascorse cinque settimane approfittandone per ripristinare il sartiame. Arrivò in patria a Spithead, Portsmouth, il 30 luglio 1775, dopo aver visitato lungo la rotta Sant'Elena e l'arcipelago di Fernando de Noronha. Lo straordinario viaggio era concluso e tutte le illazioni sull'esistenza del leggendario Continente Meridionale definitivamente sepolte.
Un altro risultato positivo del secondo viaggio fu il felice collaudo del cronometro marino ideato da John Harrison, che facilitò la misura accurata delle longitudini.
La fama di Cook era ora estesa oltre l'Ammiragliato. Fu nominato fellow della Royal Society, premiato con la Medaglia Copley, ritratto da Nathaniel Dance-Holland, pranzò con James Boswell e fu descritto nella Camera dei Lord come "il primo navigatore in Europa".
Poco dopo Cook ottenne un congedo con tutti gli onori dalla Marina, ma ciò non lo avrebbe tenuto lontano dal mare e dalla navigazione per molto tempo. Un terzo viaggio alla ricerca del Passaggio a nord-ovest era già pianificato. Cook avrebbe dovuto navigare attraverso il Pacifico e sempre verso est per tornare all'Atlantico mentre un'altra nave avrebbe fatto il percorso contrario.

### Il terzo viaggio (1776-1779)

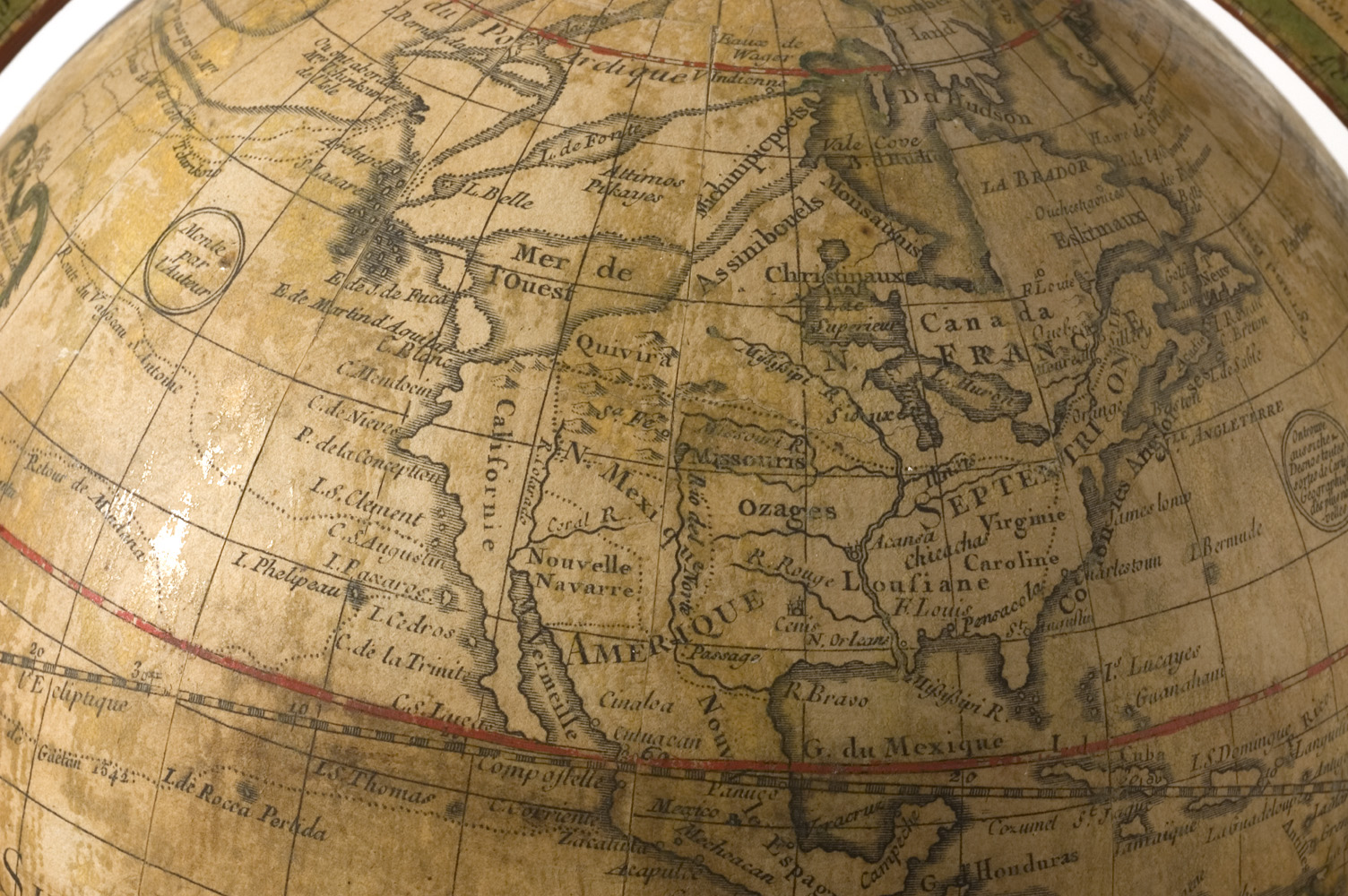
Mappamondo del 1765 che mostra un passaggio a nord-ovest di fantasia

Nel suo ultimo viaggio Cook era nuovamente al comando della Resolution, mentre il capitano Charles Clerke era al comando della HMS Discovery. Lo scopo del viaggio era il tentativo di scoprire il famoso passaggio a nord-ovest tra l'Atlantico e il Pacifico passando per la parte settentrionale del Nord America. Inizialmente l'Ammiragliato avrebbe voluto che fosse Clerke a guidare la spedizione. Cook, che era ufficialmente in pensione, avrebbe dovuto seguire la missione di questi nel Pacifico in qualità di consulente. Tuttavia, rispetto al suo concorrente, Cook era un esperto conoscitore delle spedizioni di Bering negli stessi mari che avrebbero dovuto solcare. Presone atto, l'Ammiragliato concesse infine la sua fiducia nuovamente al veterano esploratore nominandolo comandante, mentre Clerke venne relegato al ruolo di comprimario. L'intento era di fare un "attacco a due punte", con Cook e Clerke che avrebbero provato a passare dallo Stretto di Bering nel Pacifico nord e Richard Pickersgill sulla fregata Lyon a tentare la via dall'Atlantico. Gli ordini dell'Ammiragliato per Cook erano ispirati da un Act (atto normativo) del Parlamento Britannico che, riconfermato nel 1775, aveva promesso un premio di £ 20 000 a chiunque avesse scoperto il passaggio.
Cook fece tappa a Tahiti e poi navigò verso nord e nel 1778 divenne il primo europeo a visitare le isole Hawaii, che lui chiamò "Isole Sandwich" in onore del suo armatore John Montagu, 4º conte di Sandwich; il Primo Lord dell'Ammiragliato. Fu inoltre il primo a raccontare del surf. Dalle Hawaii proseguì ed esplorò la costa occidentale canadese attraccando presso la baia di Nootka (Nootka Sound per gli inglesi) sull'Isola di Vancouver, oltrepassando lo Stretto di Juan de Fuca. Esplorò e tracciò le mappe della costa del Nord America, dalla California allo Stretto di Bering. Dopo aver lasciato la baia di Nootka, Cook esplorò e mappò la costa fino allo Stretto di Bering, identificando ciò che successivamente sarebbe stata conosciuta come Insenatura di Cook in Alaska. In seguito si sarebbe detto che, in una sola spedizione, Cook aveva tracciato per la prima volta sulle mappe del mondo la maggior parte della linea della costa nord-ovest del Nord America, determinato l'estensione dell'Alaska e riempito le gravi lacune presenti nelle prime esplorazioni russe (da ovest) e spagnole (da sud) dei confini settentrionali del Pacifico.
Lo stretto di Bering, nonostante gli svariati tentativi fatti, si rivelò impenetrabile. Questo viaggio fu molto frustrante per Cook che iniziò a soffrire di problemi di stomaco; secondo alcune teorie questi disturbi furono all'origine del suo comportamento sempre più irrazionale nei confronti dell'equipaggio.
Cook tornò alle Hawaii nel 1779, dove incontrò il re locale Kalani`ōpu`u e, secondo alcune interpretazioni recentemente contestate, venne inizialmente scambiato per Lono, il dio hawaiano della fertilità. Tuttavia, il 14 febbraio presso la baia di Kealakekua alcuni indigeni rubarono una delle scialuppe della sua nave – questo genere di furti era abbastanza normale e solitamente alcuni indigeni venivano presi in ostaggio per ottenere la restituzione del maltolto – e Cook, in preda all'irrazionalità, ebbe un violento alterco con un folto gruppo di abitanti dell'isola, nella disputa furono esplosi alcuni colpi d'arma da fuoco e Cook venne accoltellato a morte.
Clerke prese il comando della spedizione e fece un altro tentativo di passaggio attraverso lo stretto di Bering, prima di soccombere alla tubercolosi della quale era già affetto. Fu sostituito al comando della Resolution dal tenente di vascello John Gore mentre la Discovery passò sotto quello di James King.
La Resolution e la Discovery arrivarono finalmente a Sheerness nel Kent il 4 ottobre 1780. La notizia delle morti di Cook e di Clerke aveva già raggiunto Londra da tempo, così il loro ritorno a casa ottenne solo un sommesso benvenuto, ma la macchina della mitopoiesi del capitano Cook si era inesorabilmente messa in moto.
Numerosi reperti di questa spedizione sono conservati al Museo di Storia Naturale, Sezione di Antropologia ed Etnologia dell'Università degli Studi di Firenze.

#### La morte di Cook

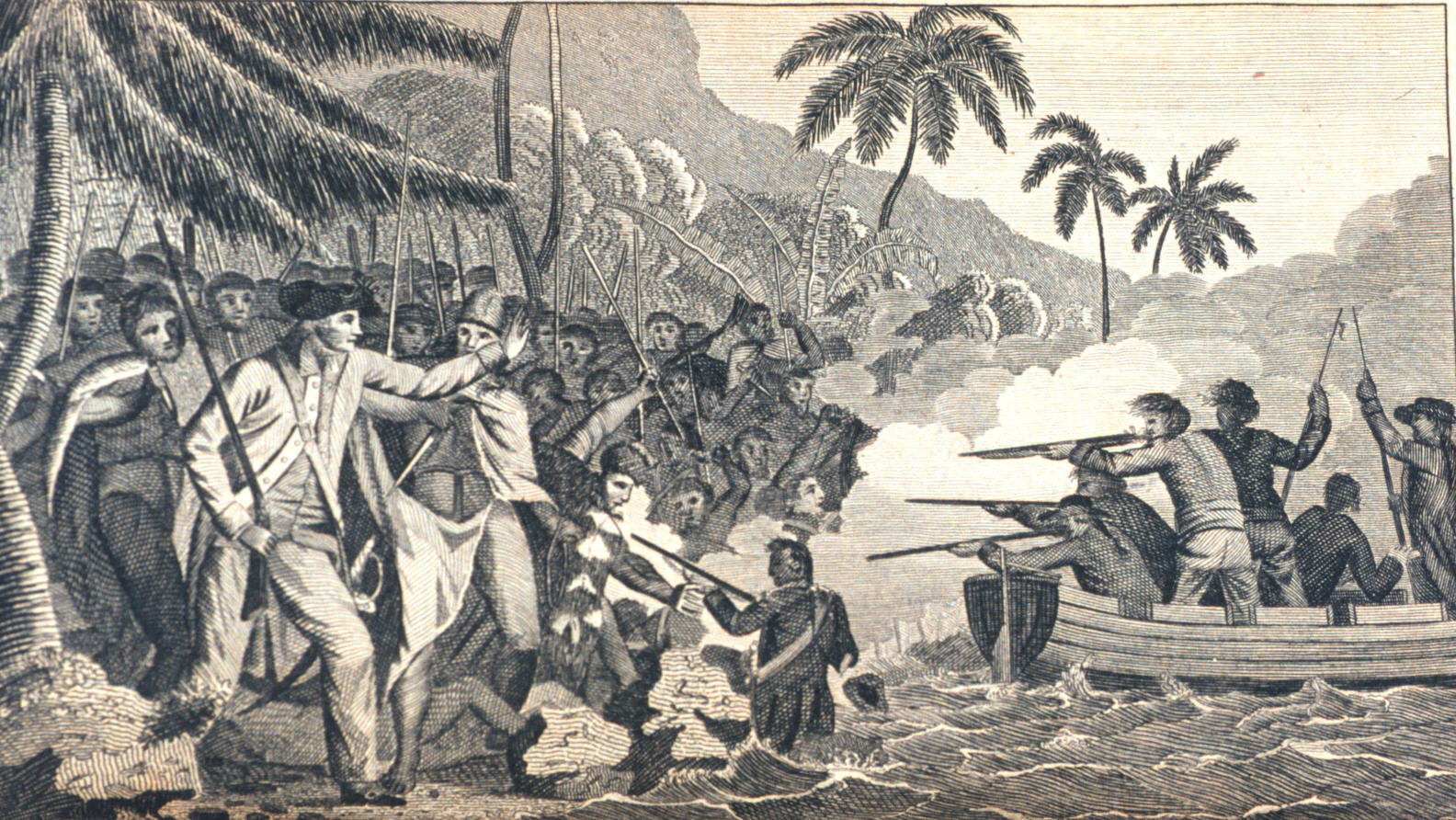
La morte di Cook

Il dibattito sulle cause e sulla modalità dell'uccisione di Cook non si è mai sopito. Probabilmente si trattò di un omicidio rituale consumato collettivamente, in quanto i nativi si accanirono sul cadavere. Il 14 febbraio 1779 Cook marciò verso il villaggio per prendere in ostaggio il re hawaiano Kalaniʻōpuʻu, lo prese per mano e lo invitò a seguirlo con la scusa di mostrargli la sua nave, cosa che il re eseguì pare di sua volontà. Ma una delle sue mogli favorite e due capitribù si accorsero del suo allontanamento; quindi raggiunsero il gruppo mentre si stava recando alle barche. Qui supplicarono il re di non partire, finché questi non si fermò e si sedette. Un anziano sacerdote cominciò a cantilenare tenendo in mano una noce di cocco, tentando di distrarre Cook e i suoi uomini, dando così tempo a una grande folla di indigeni di raggiungerli sulla spiaggia. Il re hawaiano iniziò a rendersi conto di essere vittima di un inganno, rifiutando di muoversi e, quando nella ressa susseguente Cook si voltò per aiutare a mettere in mare le barche, fu colpito con un bastone alla testa e quindi accoltellato a morte, cadendo di faccia sulla battigia.
Come riferito nelle testimonianze oculari, raccolte dal capitano James King e dei marinai presenti «il suo corpo fu immediatamente trascinato a riva e circondato dai nemici che, strappandosi il pugnale l'uno con l'altro dalle mani, mostrarono un selvaggio desiderio di riservarsi ognuno una parte della sua distruzione». Gli hawaiani si impadronirono quindi del corpo e lo trascinarono lontano. Nello scontro rimasero uccisi anche quattro dei marinai di Cook mentre due furono feriti. I nativi non fecero uno scempio gratuito delle spoglie di Cook, anzi il suo corpo fu conservato gelosamente dagli anziani. Seguendo la tradizione delle comunità tribali del tempo, non condivise e non gradite dagli inglesi, il corpo di Cook subì rituali funerari simili a quelli riservati ai capi e agli anziani più importanti della società hawaiana. Il corpo fu quindi eviscerato, bollito per facilitare la rimozione della carne, e le ossa furono accuratamente ripulite per la conservazione come se fossero icone religiose, in un modo che ricorda un po' il trattamento riservato alle reliquie dei santi europei nel Medioevo. Alcuni dei resti di Cook, come rivelano alcune prove che lo confermano in tal senso, furono poi restituiti agli inglesi dopo un accorato appello da parte dell'equipaggio: il 22 febbraio le poche spoglie recuperate di Cook furono formalmente sepolte in mare nelle profondità della baia al rintocco delle campane e sotto le salve dei cannoni.

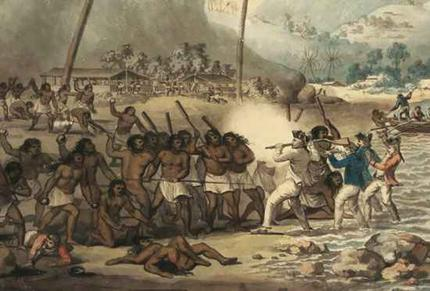
Una versione ritagliata del dipinto originale di Cleveley che è stato scoperto nel 2004 e raffigurerebbe il Capitano Cook come un uomo violento

Malgrado immagini, testimonianze e dati dell'epoca sostengano prevalentemente la responsabilità degli indigeni hawaiani nel mettere mano alle armi per primi, nel 2004 fu scoperto in una collezione privata appartenente a una famiglia dal 1851, il dipinto originale del 1784 di John Cleveley dal quale sembrano derivati molti altri dipinti contemporanei che avevano sempre dato l'immagine di un Cook pacificatore. Il fratello di Cleveley era stato un membro dell'equipaggio di Cook e la pittura sembrerebbe concorde con le testimonianze oculari. L'originale raffigura il capitano in preda alla furia e coinvolto nel combattimento corpo a corpo mentre è intento ad aizzare i suoi uomini contro i nativi hawaiani, facendo pensare che questi, per difendersi dai marinai inglesi, si siano trovati costretti a ucciderlo. La scoperta del dipinto originale non ha comunque cambiato il modo della maggior parte degli storici nel giudicare il rapporto pacato di Cook con gli hawaiani e, anche se durante il suo ultimo viaggio fu riferito da alcuni suoi contemporanei che egli era diventato irrazionale e violento, David Samwell, che aveva navigato con Cook sulla Resolution, scrisse di lui: 
(David Samwell)
Le motivazioni della morte di Cook sono state al centro di un ampio e aspro dibattito tra i due antropologi Marshall Sahlins e Gananath Obeyesekere, svoltosi alla fine degli anni 1990, e che ha coinvolto anche altri storici, sociologi e antropologi. L'oggetto principale del dibattito, tuttora irrisolto, si impernia sulla questione della razionalità degli indigeni: se diversa da quella degli europei (ma ugualmente valida) oppure simile (cioè ugualmente "razionale").
La disputa tra i due porterà a una serie di pubblicazioni e contro-pubblicazioni, e suscita ancora oggi risposte molto controverse da parte di altri storici, sociologi o antropologi, con prese di posizione per l'uno o per l'altro (come Borofsky per Sahlins, o Windschuttle per Obeyesekere).

## Eredità di Cook

### Botanica

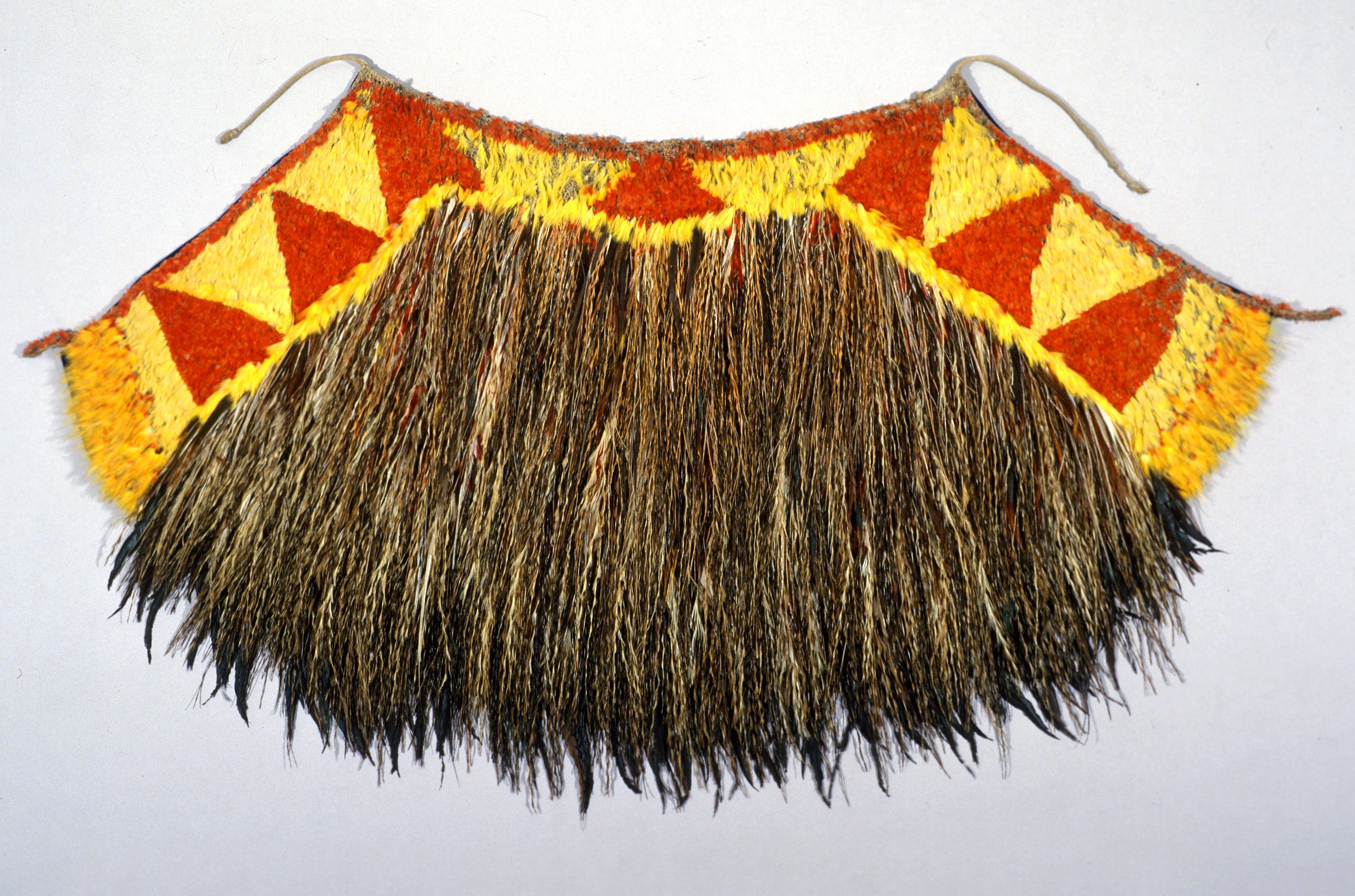
Un mantello di piume hawaiano, Australian Museum

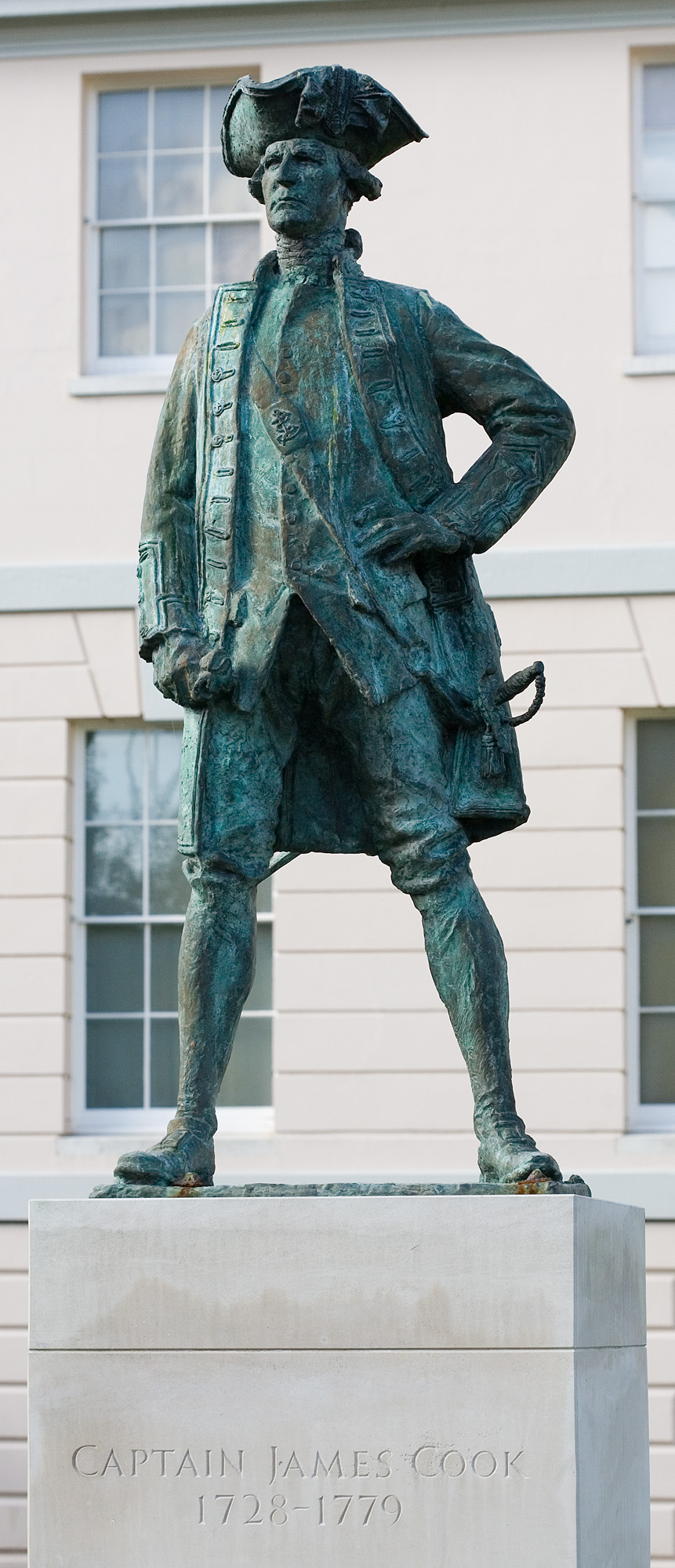
Monumento a James Cook, Greenwich, Londra

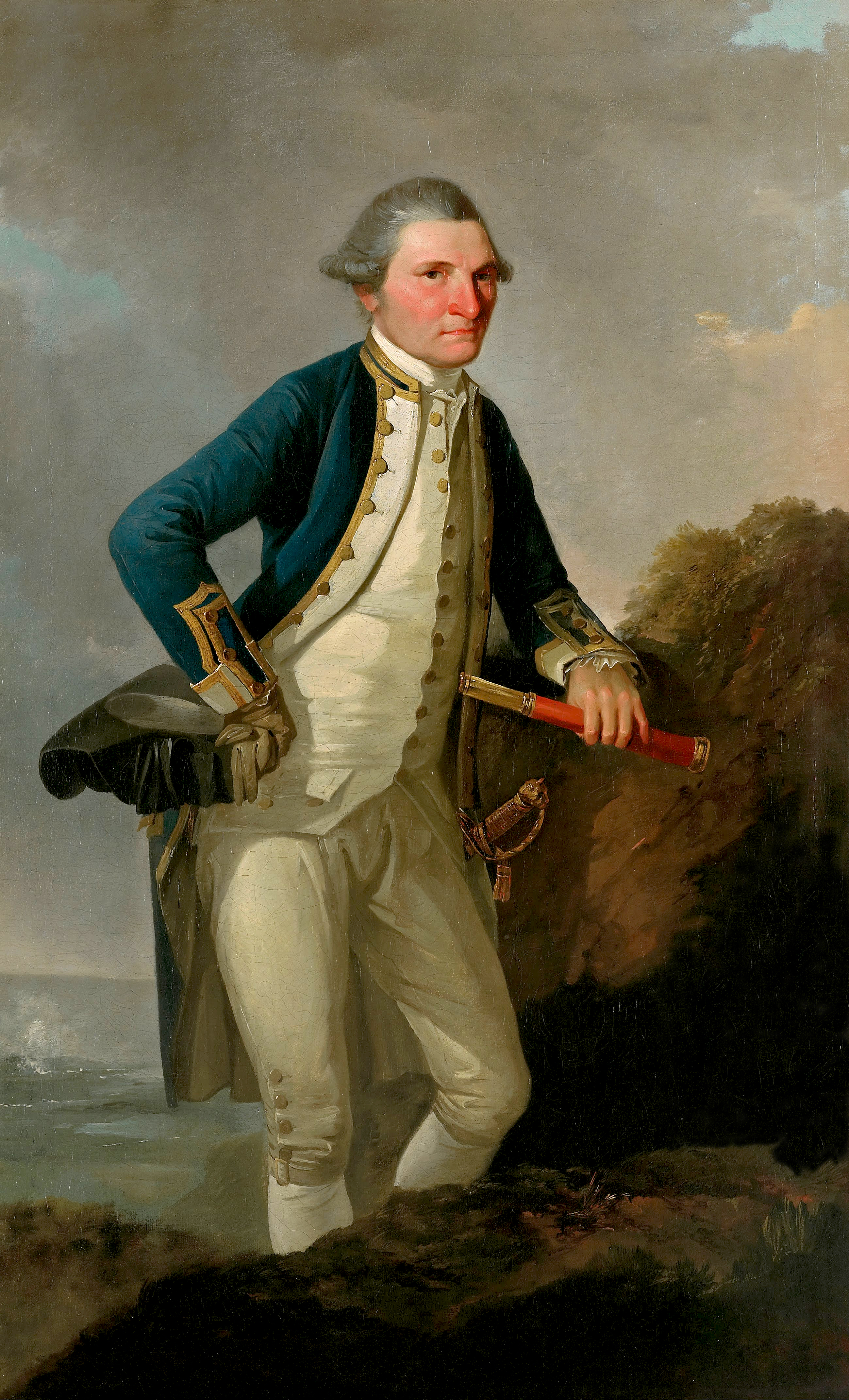
Il Capitano Cook, di John Webber, olio su tela, 1776

L'abbreviazione standard "Cook" è utilizzata nella nomenclatura binomiale di diverse specie botaniche a lui riferibili. Tra queste:
- Arecaceae Attalea colenda (Cook) Balslev & A.J.Hend. -- Brittonia 39: 1. 1987 (GCI)
- Cyperaceae Bolboschoenus caldwellii (Cook) Soják—Čas. Nár. Mus., Odd. Přír. 141(1-2): 62. 1972 (IK)
- Cyperaceae Bolboschoenus medianus (Cook) Soják—Čas. Nár. Mus., Odd. Přír. 141(1-2): 63. 1972 (IK)
- Arecaceae Catoblastus drudei Cook & Doyle—Contr. U.S. Natl. Herb. xvi. 233 (1913). (IK)
- Leguminosae Chamaecrista portoricensis var. atlantica H.S.Irwin & Barneby—Mem. New York Bot. Gard. 35(2): 765 (1982). (IK)
- Caesalpiniaceae Chamaecrista portoricensis O.F.Cook & G.N.Collins var. callosa Cook & Collins (GCI)
- Caesalpiniaceae Chamaecrista portoricensis O.F.Cook & G.N.Collins var. granulata (Urb.) Cook & Collins (GCI)
- Arecaceae Gaussia maya (Cook) H.J.Quero & Read—Syst. Bot. 11(1): 152. 1986 (IK)
- Arecaceae Gaussia maya (Cook) H.J.Quero & Read—Syst. Bot. 11: 152. 1986 (GCI)
- Leguminosae Herpetica Cook & Collins—Contr. U.S. Natl. Herb. viii. (1903) 159. (IK)
- Leguminosae Herpetica alata Cook & Collins—Contr. U.S. Natl. Herb. viii. (1903) 159. (IK)
- Fabaceae Meibomia incana Vail var. angustifolia (Griseb.) Cook & Collins (GCI)
- Fabaceae Meibomia incana Vail var. angustifolia (DC.) Cook & Collins (GCI)
- Arecaceae Phytelephas seemannii subsp. brevipes (Cook) Barfod—Opera Bot. 105: 64. 1991 (GCI)
- Arecaceae Phytelephas seemannii subsp. brevipes (Cook) Barfod—Opera Bot. 105: 64 (1991), without exact basionym page:. (IK)
- Pinaceae Pinus genuensis Cook—Sketch. Spain, ii. 236. (IK)
- Pinaceae Pinus hispanica Cook—Sketch. Spain, ii. 337. (IK)
- Fagaceae Quercus quexigo Cook ex Willk. & Lange—Prodr. Fl. Hispan. 1(2): 240. 1862 [Jan-Mar 1862] (IK)

### Collezioni etnografiche
L'Australian Museum acquisì la sua "Cook Collection" nel 1894 dal governo del Nuovo Galles del Sud. A quel tempo la collezione era composta da 115 reperti raccolti nei tre viaggi di Cook attraverso l'Oceano Pacifico durante il periodo 1768-1780, con documenti e cimeli relativi a queste spedizioni.
Molti degli artefatti etnografici furono raccolti nel momento dei primi contatti tra i popoli del Pacifico e gli europei. Nel 1935 la maggior parte dei documenti e dei cimeli furono trasferiti presso la Biblioteca Mitchell nella Biblioteca di Stato del Nuovo Galles del Sud. La provenienza della raccolta dimostra che gli oggetti rimasero nelle mani della vedova di Cook Elizabeth Cook, e dei suoi discendenti, fino al 1886. In quell'anno John Mackrell, pronipote di Isaac Smith, cugino di Elizabeth Cook, organizzò una mostra di questa collezione, su richiesta del governo del NSW, alla Colonial and Indian Exhibition a Londra. Nel 1887 il rappresentante a Londra del governo del Nuovo Galles del Sud, Saul Samuel, acquistò gli oggetti da John Mackrell e anche altri cimeli acquistati da terzi e appartenenti ad altri parenti quali il reverendo Canon Frederick Bennett, la signora Thomas Langton, e H.M.C. Alexander e William Adams. La collezione rimase sotto la custodia del Segretario Coloniale del NSW fino al 1894, quando fu trasferita al Museo australiano.

### Scienza e navigazione
I dodici anni di navigazione a vela di Cook intorno all'Oceano Pacifico contribuirono moltissimo alla conoscenza europea della zona. Diverse isole come le Isole Sandwich (Hawaii) furono visitate per la prima volta dagli europei e la sua cartografazione navale di vaste aree del Pacifico rappresentò un importante e duraturo risultato.
Per creare mappe accurate, è necessario determinare con estrema precisione la latitudine e la longitudine. I navigatori furono in grado di elaborare accuratamente la latitudine per secoli, misurando l'angolazione del Sole o di una stella sopra l'orizzonte con strumenti quali il quadrante di Davis (o backstaff) o i quadranti in genere. La longitudine era più difficile da misurare con precisione perché richiedeva la conoscenza precisa della differenza di tempo tra i punti sulla superficie della Terra. La Terra gira di 360° rispetto al Sole ogni giorno. Per cui la longitudine varia col tempo: quindici gradi ogni ora, o un grado ogni quattro minuti.
Cook fece accurate misurazioni della longitudine durante il suo primo viaggio grazie alle sue grandi doti di navigazione, all'aiuto dell'astronomo Charles Green e usando le appena pubblicate tavole dell'Almanacco Nautico. Queste fornivano i dati per determinare la longitudine in mare attraverso la distanza lunare, ottenuta col metodo di misurazione della distanza angolare dalla Luna o dal Sole durante il giorno o da una fra otto stelle particolarmente luminose durante la notte, per determinare l'ora al Royal Observatory a Greenwich, e confrontando questo dato con quello locale a sua volta determinato tramite l'altezza del Sole, della Luna, o delle stelle. Nel suo secondo viaggio Cook utilizzò il cronometro K1 di Larcum Kendall, che aveva la forma di un grande orologio da tasca di 5 pollici (13 cm) di diametro. Questo era una copia dell'orologio H4 fabbricato da John Harrison, che si era rivelato essere il primo a essere in grado di mantenere l'ora esatta in mare quando venne utilizzato a bordo della nave Deptford in viaggio verso la Giamaica, tra il 1761 e il 1762.
Cook riuscì a circumnavigare il globo nel suo primo viaggio senza perdere un solo uomo per scorbuto, un risultato eccezionale per l'epoca. Testò diverse misure preventive, ma il più importante si rivelò il frequente rifornimento di cibi freschi. Su questo importante aspetto del viaggio, egli presentò un apposito rapporto alla Royal Society, che lo premiò con la medaglia Copley nel 1776.
Osservatore innato, Cook fu il primo europeo ad avere ampi contatti con svariate popolazioni del Pacifico. Egli postulò correttamente un collegamento fra tutti i popoli del Pacifico, nonostante fossero separati da grandi distese oceaniche (vedi lingue maleo-polinesiache). Cook teorizzò che i polinesiani fossero originari dell'Asia, come successivamente lo scienziato Bryan Sykes avrebbe effettivamente verificato. In Nuova Zelanda la venuta di Cook è spesso utilizzata per indicare l'inizio della colonizzazione.
Cook portò con sé diversi scienziati nei suoi viaggi; questi fecero numerose e importanti osservazioni e scoperte. Due botanici, Joseph Banks, e lo svedese Daniel Solander, parteciparono al primo viaggio di Cook. I due raccolsero oltre 3 000 specie di piante. Gli studi di Banks avrebbero successivamente fortemente promosso l'insediamento britannico in Australia.
Anche diversi artisti navigarono col primo viaggio di Cook. Sydney Parkinson fu pesantemente coinvolto nel documentare i risultati dei botanici completando 264 disegni prima della sua morte, verso la fine del viaggio. Furono di immenso valore scientifico per i botanici britannici.
La seconda spedizione di Cook si avvalse invece di William Hodges, che produsse notevoli pitture paesaggistiche di Tahiti, dell'Isola di Pasqua e di altri luoghi visitati.
Numerosi ufficiali che servirono sotto Cook continuarono in seguito a distinguersi particolarmente. William Bligh, il sailing master di Cook, ottenne il comando del HMS Bounty nel 1787 e salpò verso Tahiti riportando indietro i frutti dell'albero del pane. Bligh è però molto più noto per il famoso ammutinamento del suo equipaggio che alla fine lo lasciò in mare alla deriva nel 1789. In seguito divenne governatore del Nuovo Galles del Sud, dove fu oggetto di un altro ammutinamento - la Rum Rebellion - l'unico rivolgimento armato di un governo australiano ad aver mai avuto successo. George Vancouver, uno dei guardiamarina di Cook, condusse in seguito, tra il 1791 e il 1794, la Vancouver Expedition, un viaggio di esplorazione della costa del Pacifico del Nord America. In onore del suo famoso ex comandante, anche la nuova nave di Vancouver fu battezzata Discovery. George Dixon si era imbarcato sulla terza spedizione di Cook e, in seguito, comandò una sua spedizione personale. Un sottotenente di Cook, Henry Roberts, trascorse molti anni dopo quel viaggio a preparare mappe dettagliate che arricchirono l'Atlante postumo del comandante, pubblicato attorno al 1784.
Il grande contributo di Cook alla scienza gli venne internazionalmente riconosciuto già nel corso della sua vita. Nel 1779, mentre le colonie americane stavano combattendo contro la Gran Bretagna per la loro indipendenza, Benjamin Franklin scrisse ai capitani delle navi da guerra coloniali in mare, raccomandando che se fossero venuti in contatto con la nave di Cook, erano tenuti a 
(Benjamin Franklin)
All'insaputa di Franklin, Cook aveva già incontrato la morte un mese prima che questo "lasciapassare" venisse scritto.
I viaggi di Cook detengono un altro insolito primato: la prima "femmina" a circumnavigare il globo fu... una capra (The Goat), che fece quel memorabile viaggio per ben due volte; la prima delle quali sulla HMS Dolphin, sotto il comando di Samuel Wallis. L'animale fu messo in servizio come personale fornitrice di latte per Cook, a bordo della Endeavour. Quando tornarono in Inghilterra, Cook la presentava con un collare d'argento con su incisi dei versi di Samuel Johnson: Perpetui, ambita bis terra, praemia lactis Haec habet altrici Capra secunda Jovis. In seguito fu lasciata al pascolo in un'azienda di Cook fuori Londra e, fu anche riferito, fu ammessa ai privilegi del Royal Naval hospital a Greenwich. Il diario di Cook registrò la data della morte di "The Goat": 28 marzo 1772.

### Memoriali

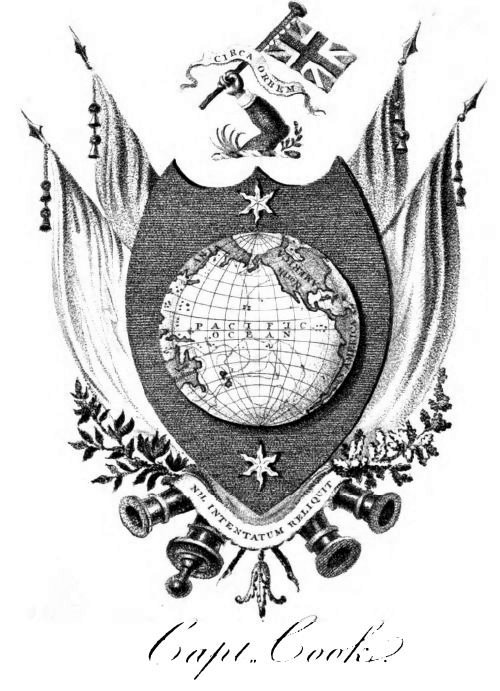
Lo stemma di James Cook concesso da re Giorgio III alla vedova di Cook nel 1785, esibibile dai suoi discendenti e 'da posizionare su qualsiasi monumento o comunque alla sua memoria'

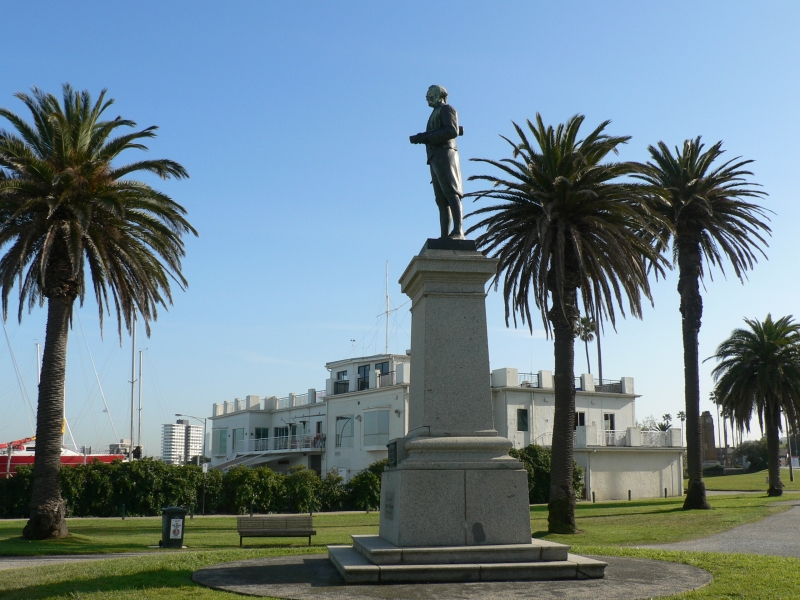
La statua commemorativa del Capitano Cook ai Catani Gardens di St. Kilda, Victoria (Australia)

Una moneta degli USA, il mezzo dollaro del sesquicentenario hawaiano, porta l'immagine di Cook. Coniato in occasione dei 150 anni della sua scoperta delle Hawaii del 1928, il basso numero di esemplari coniati (appena 10 008) ne ha fatto un esempio di Early United States commemorative coins raro e costoso.
Il sito dove fu ucciso alle Hawaii, Kealakekua Bayy, è stato contrassegnato nel 1874 da un obelisco bianco innalzato su una superficie di 2,3 m2 di spiaggia libera. Questo fazzoletto di terra, anche se politicamente nelle Hawaii, è stato ceduto formalmente al Regno Unito.
Una città vicina al monumento, Captain Cook, prende il nome da Cook. Numerose imprese commerciali hawaiane portano oggi il suo nome. 
Il Modulo di Comando e Servizio dell'Apollo 15 Endeavour fu così chiamato in onore della nave di Cook, la HMS Endeavour, così come lo shuttle Endeavour. Un altro shuttle, il Discovery, fu così nominato per ricordare la HMS Discovery del terzo viaggio di James Cook.
Il primo istituto di istruzione superiore in Nord Queensland in Australia, inaugurato a Townsville nel 1970, è stato denominato in suo onore James Cook University. Nello slang australiano l'espressione "Captain Cook" significa "guarda". Innumerevoli istituzioni, monumenti e toponimi riflettono l'importanza dei contributi di Cook nel mondo anglosassone, tra cui le Isole Cook, lo Stretto di Cook, la Penisola di Cook, e il cratere Cook sulla Luna. L'Aoraki/monte Cook, la più alta vetta della Nuova Zelanda, porta il suo nome. Un altro monte Cook si trova al confine tra lo Stato americano dell'Alaska e il territorio canadese dello Yukon.
Uno dei primi monumenti in onore di Cook nel Regno Unito si trova a The Vache, eretto nel 1780 dall'ammiraglio Hugh Palliser, un contemporaneo del capitano e proprietario allora della tenuta. Un enorme obelisco fu costruito nel 1827 come monumento a Cook sulla collina di Easby Moor che domina il suo villaggio d'infanzia, Great Ayton, insieme a un monumento minore presso il luogo dove sorgeva l'ex cottage di Cook.
Un altro monumento a Cook si trova nella chiesa di St. Andrew the Great, in St. Andrew Street a Cambridge, dove è sepolto suo figlio Hugh, studente al Christ's College. Anche la vedova di Cook, Elizabeth, fu sepolta nella stessa chiesa e nel suo testamento lasciò i soldi per la manutenzione del monumento.
Il 250º anniversario della nascita di Cook è stato celebrato nel sito della sua casa natale a Marton, Middlesbrough, con l'apertura nel 1978 del Captain Cook Birthplace Museum, situato presso lo Stewart Park. Un vaso di granito, appena a sud del museo, segna il punto approssimativo in cui nacque. Tributi a Cook abbondano anche nella Middlesbrough post-industriale, tra cui una scuola elementare, una piazza commerciale, e il Bottle 'O Notes, un'opera d'arte urbana di Claes Oldenburg, eretta nel 1993 nei giardini pubblici della città. Sempre intitolato al capitano è il James Cook University Hospital, un grande ospedale universitario aperto nel 2003.
Nel 2002 un sondaggio della BBC collocò Cook al numero 12 tra i più grandi britannici di tutti i tempi nella trasmissione televisiva 100 Greatest Britons.

### Luoghi che portano il suo nome

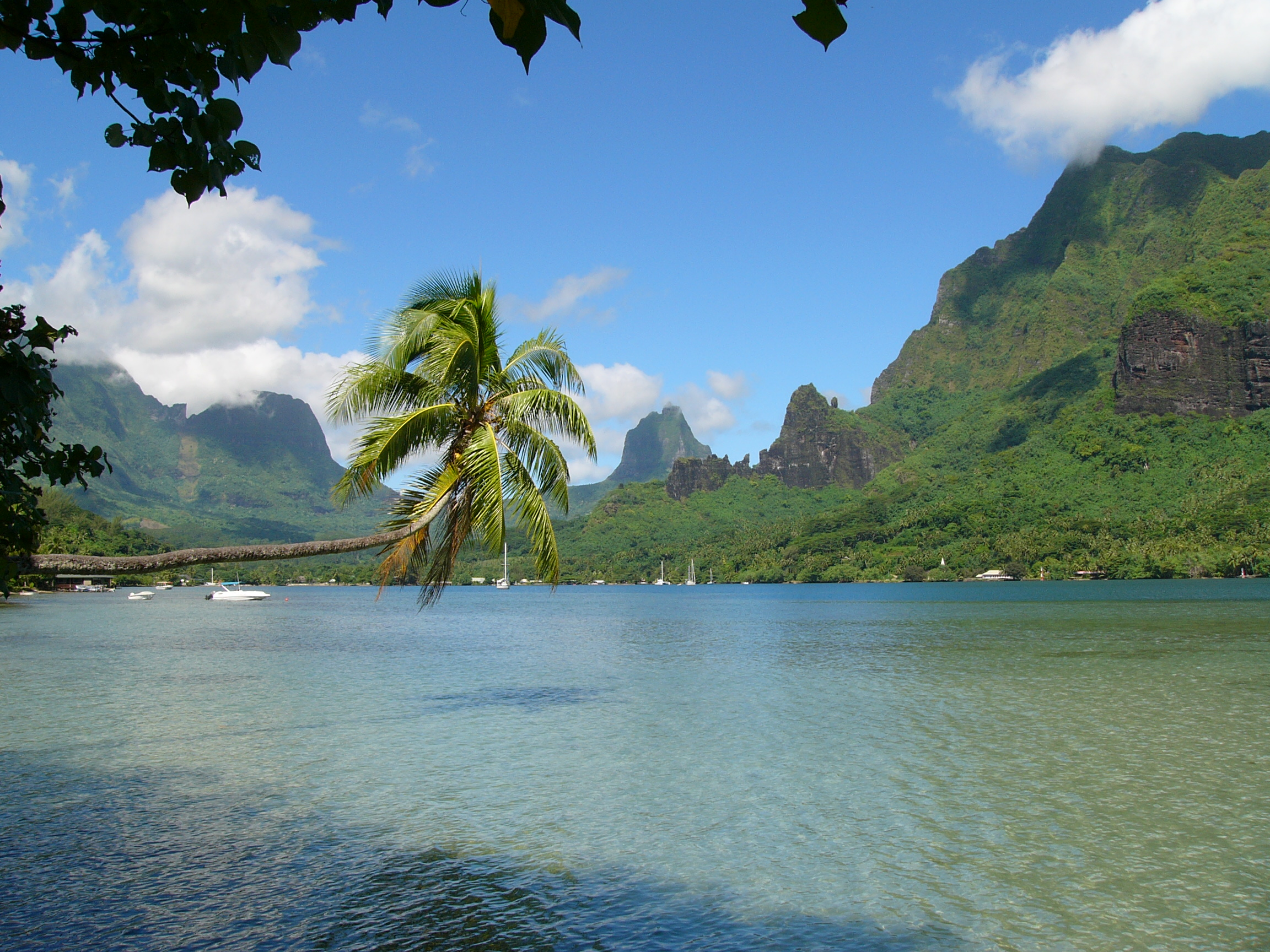
La Baia di Cook a Moorea

- Isole Cook, stato dell'Oceania associato alla Nuova Zelanda
- Monte Cook, il più alto (3 754 m) della Nuova Zelanda
- Ghiacciaio Cook, il principale delle isole Kerguelen
- Cala di Cook, un'insenatura ai margini della Tolaga Bay, in Nuova Zelanda
- Stretto di Cook, che divide le due maggiori isole neozelandesi
- Baia di Cook, in Alaska, sulle cui sponde sorge Anchorage
- Baia di Cook, nell'isola di Moorea nella Polinesia Francese, dove pare il capitano abbia attraccato
- Monte Cook, fra l'Alaska e il Canada;
- Cooktown, città sulla costa nord-orientale dell'Australia, dove Cook spiaggiò con la sua nave HM Bark Endeavour il 17 giugno 1770 per riparare una falla a seguito di uno scontro sulla barriera corallina al largo di Cape Tribulation, alle 22:30 dell'11 giugno 1770 (posizione 15.46,57S-145.35,38E). Per alleggerire la nave ed evitare il peggio, fece gettare in acqua sei cannoni e un'enorme ancora, ritrovati nel 1970. I lavori di riparazione a terra durarono 48 giorni.
- Cratere lunare Cook nel mare Fecunditatis

### Annotazioni
1. ↑  Un antico e ormai obsoleto grado di sottufficiale della Royal Navy[15].
2. ↑  Un altro sottoufficiale che si occupava di incombenze marinaresche e della navigazione, in maniera simile ma non corrispondente esattamente al nostro odierno ufficiale di rotta[16].
3. ↑  A quel tempo la linea internazionale del cambio di data doveva ancora essere stabilita, per cui le date nel diario di Cook, che utilizzava la data nautica, sono da intendere un giorno prima rispetto a quelle accettate oggi. Viaggiando verso ovest, infatti, bisogna rimettere all'indietro l'orologio di un'ora ogni volta che si è attraversato un fuso orario e Cook ne attraversò 14, per cui tale data viene oggi indicata come venerdì 20 aprile.
4. ↑  Era un organo del governo britannico, fondato nel 1714, per amministrare un sistema di premi destinati a favorire gli innovatori impegnati a risolvere l'annoso problema di trovare la longitudine in mare.
5. ↑  Egli avrebbe usato un fucile a due colpi: per non uccidere gli indigeni avrebbe sparato una carica a pallini invece che a palla unica. L'hawaiano ferito si gettò su di lui e lo uccise[77].
6. ↑  Una misura semplificata della longitudine si effettua con un orologio (o meglio un cronometro) e una meridiana. L'orologio deve segnare l'ora di Greenwich. Semplificando: leggendo l'ora locale dalla meridiana e calcolando la differenza con quella dell'orologio si trova la longitudine (15° per ogni ora).
7. ↑  Nella navigazione astronomica, la distanza lunare è l'angolo tra la Luna e un altro corpo celeste - un navigatore può utilizzare la distanza lunare (detta anche un lunare) e un almanacco nautico per calcolare l'ora di Greenwich, determinando quindi la longitudine senza utilizzare un cronometro marino.
8. ↑  Una tenuta nei pressi di Chalfont St. Giles nello Buckinghamshire.

### Fonti
1. ↑  (EN) George Young, The life and voyages of Captain James Cook : drawn up from his Journals, and other authentic documents and comprising much original information, Londra, Whittaker, Treacher, 1836,  p. 111, OCLC 7140522.
2. 1 2  Rigby, 2002, p. 25.
3. ↑  Robson, 2009, p. 2.
4. ↑  Stamp, p. 1.
5. 1 2 3 4 5 6  Collingridge, 2003.
6. ↑  Collingridge, 2003, p. 15.
7. 1 2 3  Horwitz.
8. ↑  Hough, p. 11.
9. 1 2  Rigby, 2002, p. 27.
10. ↑  (EN) Famous 18th century people in Barking and Dagenham: James Cook and Dick Turpin (PDF), su lbbd.gov.uk, London Borough of Barking and Dagenham. URL consultato il 5 marzo 2013 (archiviato dall'url originale il 5 giugno 2012).
11. ↑  Robson, 2009, pp. 120-121.
12. ↑  (EN) Cook's Stepney (now named Tower Hamlets), su captaincooksociety.com. URL consultato il 13 aprile 2016.
13. ↑  (EN) Nick Rennison, London Blue Plaque Guide 4th Edition, Londra, The History Press, 2015, ISBN 978-0-7524-9996-3.
14. ↑  Stamp, p. 138.
15. ↑  Lavery, p. 93.
16. ↑  (EN) Officer ranks in the Royal Navy, su royalnavalmuseum.org. URL consultato il 13 aprile 2016 (archiviato dall'url originale l'11 ottobre 2014).
17. ↑  McLynn, p. 21.
18. 1 2   Glyn Williams, Captain Cook: Explorer, Navigator and Pioneer, su bbc.co.uk, BBC, 17 febbraio 2011. URL consultato il 5 settembre 2011.
19. ↑  Kemp&Dear, 2005.
20. ↑  Hough, p. 19.
21. ↑   William Whiteley, James Cook in Newfoundland 1762–1767 (PDF), in Newfoundland Historical Society Pamphlet Number 3, 1975. URL consultato il 27 agosto 2012 (archiviato dall'url originale il 13 maggio 2013).
22. ↑   James Cook e J. Bevis, An Observation of an Eclipse of the Sun at the Island of New-Found-Land, August 5, 1766, by Mr. James Cook, with the Longitude of the Place of Observation Deduced from It, in Philosophical Transactions of the Royal Society of London, vol. 57,  pp. 215-216.
23. ↑   Government of Canada, Captain James Cook R.N. (JPG), su Historic Sites and Monuments Board of Canada, 2012. URL consultato il 2 novembre 2012.
24. ↑  Hough, p. 32.
25. ↑  (EN) Glyn Williams, Captain Cook: Explorer, Navigator and Pioneer, su Empire and Seapower, BBC, 1º agosto 2002. URL consultato il 25 gennaio 2007.
26. ↑  (EN) Andrew Kippis, Narrative of the voyages round the world, performed by Captain James Cook; with an account of his life during the previous and intervening periods, 2º capitolo, The University of Adelaide Library, 1788. URL consultato il 2 giugno 2019 (archiviato dall'url originale il 3 ottobre 2018).
27. ↑  Rigby, 2002, p. 30.
28. ↑  (EN) 1911 Encyclopædia Britannica/Cook, James – Wikisource, the free online library, su en.wikisource.org.
29. ↑  Beaglehole, 1968, p. CIX.
30. ↑  (EN) The Sydney Morning Herald, in The Sydney Morning Herald (NSW: 1842–1954), NSW, National Library of Australia, 2 maggio 1931,  p. 12. URL consultato il 4 settembre 2012.
31. ↑  (EN) Charles Herdendorf, Captain James Cook and the Transits of Mercury and Venus, in Journal of Pacific History, 1, vol. 21, gennaio 1986,  pp. 39-55, DOI:10.1080/00223348608572527.
32. ↑  (EN) Secret Instructions to Captain Cook, 30 June 1768 (PDF), su foundingdocs.gov.au, National Archives of Australia. URL consultato il 3 settembre 2011.
33. 1 2  Hough, p. 182.
34. ↑  (EN) Cook Strait Discovery in An Encyclopaedia of New Zealand, su teara.govt.nz, A. H. McLintock. URL consultato il 17 settembre 2014.
35. ↑  Beaglehole, 1968, pp. 253-357.
36. ↑  (EN) Christopher Kemp, Floating Gold: A Natural (and Unnatural) History of Ambergris, University of Chicago Press, 2012.
37. ↑   Cook's Journal: Daily Entries, 22 April 1770, su southseas.nla.gov.au. URL consultato il 21 settembre 2011.
38. ↑   PAGES FROM THE PAST, in The Argus (Melbourne, Vic.: 1848–1956), Melbourne, Vic., National Library of Australia, 31 maggio 1919,  p. 20. URL consultato il 4 settembre 2012.
39. ↑   Once were warriors – smh.com.au, in The Sydney Morning Herald, 11 novembre 2002. URL consultato il 21 settembre 2011.
40. ↑  (EN) The Voyage Of Governor Phillip To Botany Bay With An Account Of The Establishment Of The Colonies Of Port Jackson And Norfolk Island (1789), capitolo VI, John Stockdale, Piccadilly, 1789. URL consultato il 14 aprile 2016.
41. ↑  Robson, 2004, p. 81.
42. ↑   AA. VV., Australia, The Lonely Planet, EDT srl, 2012,  p. 1170, ISBN 978-88-6040-966-9.
43. ↑   Beaglehole, J.C. (a cura di), The Journals of Captain James Cook on His Voyages of Discovery, vol. I:The Voyage of the Endeavour 1768–1771, Cambridge University Press, 1968,  p. 468, OCLC 223185477.
44. ↑  (EN) Cook's Journal: Daily Entries, 15 ottobre 1770, su southseas.nla.gov.au. URL consultato il 14 aprile 2016.
45. ↑  James Lind. A treatise of the scurvy, 1753
46. ↑  Diari di bordo: tra il novembre 1770 e il gennaio 1771.
47. ↑  Beaglehole, 1968, p. 591.
48. ↑  Diario di bordo: 11 ottobre 1769.
49. ↑   Karen Hesse, Stowaway, Simon and Schuster, 2000,  pp. 304-305, ISBN 978-0-689-83987-0.
50. ↑  (EN) Cook's Journal: Daily Entries, 11 luglio 1771, su southseas.nla.gov.au. URL consultato il 17 settembre 2014.
51. ↑  (EN) James Cook University, su AustralianUniversities.com.au. URL consultato il 14 aprile 2016 (archiviato dall'url originale il 7 ottobre 2014).
52. ↑  (EN) Peter Aughton, Endeavour: The Story of Captain Cook’s First Great Epic Voyage, su historytoday.com, History today, 1999. URL consultato il 18 settembre 2014 (archiviato dall'url originale il 17 ottobre 2014).
53. ↑  Hough, p. 180.
54. ↑  McLynn, p. 167.
55. ↑  Villiers, p. 160.
56. ↑  Hough, p. 242.
57. ↑  Hough, p. 248.
58. ↑  Rigby, 2002, p. 141.
59. ↑  (EN) Anne Salmond, The Trial of the Cannibal Dog, New Haven, Yale University Press, 2003, ISBN 978-0-300-10092-1.
60. 1 2  A Voyage, sez. 20.
61. ↑  Collingridge, 2003, p. 311.
62. ↑   Princeton University Library, 2010, su libweb5.princeton.edu. URL consultato il 16 aprile 2016 (archiviato dall'url originale il 4 maggio 2016).
63. ↑  Hough, p. 263.
64. ↑  (EN) K1 Timekeeping, su collections.rmg.co.uk, National Maritime Museum. URL consultato il 23 maggio 2016.
65. ↑  Collingridge, 2003, pp. 334-335.
66. ↑  Hough, p. 268.
67. ↑  Rigby, 2002, p. 52.
68. ↑  Hough, p. 268.
69. ↑  (EN) Ralph Jackson’s diary - Part 5: Richard Pickersgill, su The Captain Cook Society, 2000. URL consultato il 5 ottobre 2014.
70. ↑   James Cook, A voyage to the Pacific Ocean, Lord Commissioners of the Admiralty.
71. ↑  Ben Marcus, The History of Surfing From Captain Cook to the Present
72. ↑  Williams, 1997, p. XXVI.
73. ↑  Presso l’Istituto Idrografico della Marina è consultabile il resoconto del terzo viaggio - (EN)  A voyage to the Pacific Ocean … in the Resolution and Discovery … by James Cook and James King, 1785 – corredato di carte e vedute di costa, di cui una breve selezione è riprodotta in Presciuttini, pp. 73-75.
74. 1 2  Obeyesekere.
75. ↑  Obeyesekere, 1997.
76. ↑  Sahlins, 1985.
77. ↑  (FR) Stéphane Audeguy, In Memoriam, Parigi, Gallimard, 2008,  pp. 9-10, ISBN 978-2-07-012319-3.
78. ↑  Collingridge, 2003, p. 423.
79. ↑  Rigby, 2002, p. 61.
80. ↑  Obeyesekere, ed. 1992-1997;(EN) Julien Domercq, The death of Captain Cook - Mythmaking in print, su cam.ac.uk, Cambridge University Library, West Road, Cambridge. URL consultato il 17 aprile 2016.;(EN) Christa Knellwolf King, Imperial myth-making in the wake of Captain Cook's death, in Proceedings of the Conference of the German Association of University Teachers of English, Pottsdam, Katrin Rödler, Ilse Wischer, 2012, ISBN 978-3-86821-488-8.
81. ↑  Giulio Barsanti, Guido Chelazzi, Mauro Raffaelli, Il Museo di storia naturale dell'Università degli studi di Firenze, pag. 61, Volume 2, Firenze University Press, 2009
82. ↑   Book Notes: A Monthly Literary Magazine and Review of New Books, Siegel-Cooper, 1901,  p. 54.
83. ↑   Oregon Teachers' Monthly, 1903,  p. 3.
84. ↑   Lynne Withey, Voyages of Discovery: Captain Cook and the Exploration of the Pacific, University of California Press, January 1989,  p. 387, ISBN 978-0-520-06564-2.
85. ↑  (EN) Hawaiian Historical Society Reprints, s.n., 1791,  p. 70.
86. ↑   Glyndwr Williams, The Death of Captain Cook: A Hero Made and Unmade, Harvard University Press, 2008,  p. 37, ISBN 978-0-674-03194-4.
87. ↑   John Meares, Hawaiian Historical Society. Reprints (1787, 1788 and 1789), 1791,  p. 76.
88. ↑  (EN) James Cook - The Death of Cook, su ageofex.marinersmuseum.org, The Mariners’ Museum and Park. URL consultato il 26 agosto 2014 (archiviato dall'url originale il 27 agosto 2014).
89. ↑  Rigby, 2002, p. 60.
90. ↑  (EN) Stephen Askwith, Fine White Cannibals, Lulu.com,  p. 27, ISBN 978-1-4475-0303-3.
91. ↑  Collingridge, 2003, p. 413.
92. ↑   Princeton University Library, 2010, su libweb5.princeton.edu. URL consultato il 26 agosto 2014 (archiviato dall'url originale il 20 marzo 2015).
93. ↑   Andrew Stevenson, Captain Cranky, portrait of an old explorer behaving badly, The Sydney Morning Herald, 14 luglio 2004. URL consultato il 15 maggio 2008.
94. ↑  Vedi Anne Salmond, The Trial of the Cannibal Dog: Captain Cook in the South Seas (New York: Viking, 2003). Un Cook violento è stato raffigurato anche da George Carter (1737-1795) nel suo dipinto, 'The Death of Captain Cook', che si trova oggi nella Rex Nan Kivell Collection della National Library of Australia (Canberra)
95. ↑  Samwell David, The death of Captain James Cook, pag. 20, 1791
96. ↑  Pier Paolo Viazzo, Introduzione all'antropologia storica, Roma, Laterza, 2009. ISBN 978-88-420-6078-9
97. ↑  Marshall Sahlins, Isole di storia, società e mito nei mari del sud, Torino, Einaudi, 1986
98. 1 2  Obeyesekere: The Apotheosis Of Captain Cook: European Mythmaking In The Pacific (1992, ISBN 0-691-05752-4) ; Sahlins: How "Natives" Think: About Captain Cook, for Example (1995, ISBN 0-226-73368-8)
99. ↑  Robert Borofsky, «Cook, Lono, Obeyesekere, and Sahlins», in Robert Borofsky (éd.), Remembrances of Pacific Pasts: An Invitation to Remake History, Honolulu: University of Hawai'i Press, 2000, ISBN 0-8248-2301-X, pp.420-428
100. ↑  Keith Windschuttle, The Killing of History: How Literary Critics and Social Theorists are Murdering our Past, San Francisco: Encounter Books, 1996, ISBN 1-893554-12-0, pp.89-96
101. ↑  The International Plant Names Index
102. ↑   Sue Thomsett, Cook Collection, History of Acquisition, su Electronic Museum Narrative, Australian Museum.
103. ↑   James Cook, A voyage to the Pacific Ocean ... – Google Books, 1784. URL consultato il 26 agosto 2011.
104. ↑   Celestial Sphere: The Apparent Motions of the Sun, Moon, Planets, and Stars – Earth, North, Axis, Approximately, Latitude, and Equator, su science.jrank.org, 2011. URL consultato il 26 agosto 2011.
105. ↑   Captain Cook – Cook's Chronometer – English and Media Literacy, Documentaries, su dl.nfsa.gov.au, 2011. URL consultato l'8 agosto 2011.
106. ↑  Fernandez-Armesto, 2006, p. 297.
107. ↑  Stamp, 1978, p. 105.
108. ↑   Captain James Cook, The Method Taken for Preserving the Health of the Crew of His Majesty's Ship the Resolution during Her Late Voyage Round the World, su Philosophical Transactions, Royal Society Publications, 2011. URL consultato il 10 agosto 2011.
109. ↑  Sykes, 2001.
110. ↑   The Endeavour Botanical Illustrations at the Natural History Museum, su nhm.ac.uk, 2011. URL consultato l'8 agosto 2011.
111. ↑   Sir Joseph Banks, su bbc.co.uk, BBC, 2011. URL consultato l'8 agosto 2011.
112. ↑   L. A. Gilbert, Solander, Daniel (1733–1782), Australian Dictionary of Biography, National Centre of Biography, Australian National University. URL consultato il 22 settembre 2011.
113. ↑   The Endeavour Botanical Illustrations at the Natural History Museum, su nhm.ac.uk, 2011. URL consultato l'8 agosto 2011.
114. ↑   Biography: William Bligh | Online Information Bank | Research Collections | Royal Naval Museum at Portsmouth Historic Dockyard, su royalnavalmuseum.org, 2011. URL consultato il 7 agosto 2011 (archiviato dall'url originale il 9 dicembre 2013).
115. ↑   Nan Phillips, Vancouver, George (1757–1798), Australian Dictionary of Biography, National Centre of Biography, Australian National University. URL consultato il 22 settembre 2011.
116. ↑   Dictionary of Canadian Biography Online, su biographi.ca. URL consultato il 7 agosto 2011.
117. ↑   Benjamin Franklin, The works of Benjamin Franklin, Tappan, Whittemore, and Mason, 1837,  pp. 123-24. URL consultato il 22 settembre 2011.
118. ↑   Joyce E. Chaplin, Round About the Earth: Circumnavigation from Magellan to Orbit, 2012,  p. 125. URL consultato il 7 gennaio 2014.
119. ↑  Wagner, 1972.
120. ↑   Hawaii Sesquicentennial Half Dollar, su coinsite.com, 2011. URL consultato il 2 febbraio 2016.
121. ↑   Captain Cook's Monument, Kealakekua Bay, Hawaii, su Waymarking.com. URL consultato il 22 settembre 2011.
122. ↑   Call Signs, su history.nasa.gov, NASA. URL consultato il 21 maggio 2011.
123. ↑   Space Shuttle Endeavour, su John F. Kennedy Space Center website, NASA. URL consultato il 21 maggio 2011 (archiviato dall'url originale il 21 maggio 2011).
124. ↑   Space Shuttle Discovery, su John F. Kennedy Space Center website, NASA. URL consultato il 21 maggio 2011 (archiviato dall'url originale il 10 giugno 2011).
125. ↑   About James Cook University, su jcu.edu.au, James Cook University, 2011. URL consultato il 7 gennaio 2014.
126. ↑  Sidney, 1981, p. 160.
127. ↑   Planetary Names: Crater, craters: Cook on Moon, su Gazetteer of Planetary Nomenclature, USGS/NASA. URL consultato il 21 settembre 2011.
128. ↑   Aoraki Mount Cook National Park & Mt Cook Village, New Zealand, su mtcooknz.com. URL consultato il 21 settembre 2011 (archiviato dall'url originale il 1º ottobre 2011).
129. ↑   Map of Mount Cook, Yukon, Mountain – Canada Geographical Names Maps, su geodata.us. URL consultato il 21 settembre 2011 (archiviato dall'url originale il 18 gennaio 2012).
130. ↑  (EN) CCS – Cook Monument at The Vache, Chalfont St. Giles – Access Restored, su captaincooksociety.com. URL consultato il 22 settembre 2011.
131. ↑   Great Ayton – Captain Cook's Monument, su great-ayton.org.uk. URL consultato il 20 settembre 2011 (archiviato dall'url originale il 27 ottobre 2011).
132. ↑   CAPTAIN COOK, in The Sydney Morning Herald, NSW, National Library of Australia, 26 gennaio 1935,  p. 16. URL consultato il 27 settembre 2013.
133. ↑   The Captain Cook Birthplace Museum, Marton, Middlesbrough, UK, su captcook-ne.co.uk, 2011. URL consultato l'8 agosto 2011 (archiviato dall'url originale il 20 luglio 2011).
134. ↑   Captain Cook Primary School, BBC, 2 dicembre 2004. URL consultato il 21 settembre 2011.
135. ↑   Captain Cook Shopping Square, su captaincookshopping.com. URL consultato l'8 marzo 2010.
136. ↑   Captain Cook and the Captain Cook Trail, su glendalehouse.co.uk. URL consultato il 22 settembre 2011.
137. ↑   100 great Britons - A complete list, in Daily Mail, 21 agosto 2002. URL consultato il 5 agosto 2012.